# ポケモンカードゲームの発売タイトル一覧
ポケモンカードゲームの発売タイトル一覧（ポケモンカードゲームのはつばいタイトルいちらん）では、発売されたポケモンカードゲームの商品についてシリーズごとに述べる。

## ポケットモンスターカードゲーム
ゲーム版『赤・緑』をテーマとした最初のシリーズ。

### 拡張パック
拡張パック第1弾
スターターパックと同時に発売された。フシギバナ、リザードン、カメックスをはじめ、人気の高いポケモンが多く収録されている。また、山札からカードを引ける「オーキドはかせ」「マサキ」、ポケモンのHPを回復する「ポケモンセンター」「きずぐすり」、相手を妨害する「突風」「エネルギーリムーブ」など、基本的なトレーナーのカードが多く含まれる。
拡張パック第2弾 ポケモンジャングル
テーマは「サファリゾーン」。サファリゾーンに出現するポケモンが多く収録されており、草ポケモンが多く含まれている。また、このパック唯一のトレーナーカードとして「モンスターボール」が登場している。
拡張パック第3弾 化石の秘密
化石から復活した古代のポケモン、オムナイト、カブト、プテラが登場する。これらのポケモンはたねポケモンではなく、トレーナー「なにかの化石」からの進化ポケモンとして扱われている。そのほか、『赤・緑』における伝説のポケモン、フリーザー、サンダー、ファイヤーの3匹および、幻のポケモン、ミュウも収録されており、『赤・緑』に登場する151匹が全て出揃う。
拡張パック第4弾 ロケット団
テーマは「ロケット団」。上級者向けの内容となっている。進化ポケモンは全て「わるいポケモン」となっており、これらはHPがやや低めに設定されている反面、強力な技を持つものが多い。またトレーナーのカードの多くは「ロケット団秘密メカ」となっており、妨害効果を持つものが多い。
ジム拡張第1弾 リーダーズスタジアム
構築済みスターター、ポケモンジムシリーズの拡張パック。タケシ、カスミ、マチス、エリカのポケモンのほか、ロケット団のポケモン（カードでは「R団の～」と表記される）も含まれている。
ジム拡張第2弾 闇からの挑戦
ナツメ、カツラのポケモンのほか、スターターとして登場していないキョウ、サカキのポケモンが中心となっている。タケシ、カスミ、マチス、エリカ、ロケット団のポケモンも一部含まれる。

### スターターパック
第1弾 スターターパック
拡張パック第1弾と同時に発売された。60枚のカードに加え、説明書、ラッキーのコインが付属する。
ポケモンジム第1弾 タケシ
タケシのポケモンで構成されたデッキ。闘ポケモンを中心とした構成だが、アニメでタケシが使用するロコン、ズバットといったポケモンも収録されている。説明書、イワークのコインが付属する。
ポケモンジム第1弾 カスミ
カスミのポケモンで構成されたデッキ。水ポケモンで構成されている。説明書、スターミーのコインが付属する。
ポケモンジム第2弾 マチス
マチスのポケモンで構成されたデッキ。雷ポケモンを中心に構成されている。説明書、ライチュウのコインが付属する。
ポケモンジム第2弾 エリカ
エリカのポケモンで構成されたデッキ。草ポケモンを中心に構成されている。説明書、クサイハナのコインが付属する。
ポケモンジム第3弾 ナツメ
ナツメのポケモンで構成されたデッキ。超ポケモンを中心に構成されている。説明書、フーディンのコインが付属する。ナツメ、カツラはそれまでのポケモンジムシリーズよりも中上級者向けに位置付けられている。
ポケモンジム第3弾 カツラ
カツラのポケモンで構成されたデッキ。炎ポケモンを中心に構成されている。相手にクイズを出題し、正解ならば相手が、不正解ならば自分が山札からカードを引けるというユニークな効果を持つトレーナーのカード「カツラのクイズ」が含まれている。説明書、ウインディのコインが付属する。

### 拡張シート
ジャンボカードダスの自動販売機で販売された。このシリーズのみ、製造元がバンダイとなっている。1シートにつき、カード3枚と付属品で構成される。ゲーム中に登場する町や施設がテーマとなっており、その場所に関連したポケモン、トレーナーカードが収録されている。
拡張シート第1弾 （青版）
テーマは「オーキド博士の研究所」「トキワの森」「おつきみやま」「サファリゾーン」「ハナダ北西の洞窟」「タマムシシティ」。ダメージカウンター10個とマーカー3個が付属する。このシリーズに収録されているニョロボン、バリヤード、カビゴンのカードには、『月刊コロコロコミック』誌上で公募されたイラストが使用されている。
拡張シート第2弾 （赤版）
テーマは「イワヤマトンネル」「無人発電所」「ふたご島」「チャンピオンロード」「ヤマブキシティ」「グレンタウン」。ダメージカウンター10個とマーカー3個が付属する。一部のシートは付属するマーカーが「ベトベトマーカー」「ひらいしんマーカー」など固有のものとなっており、それを使用する特殊な技を持つポケモンが収録されている。
拡張シート第3弾 （緑版）
テーマは「シオンタウン」「グレンタウン」「サファリゾーン」「ふたご島」「ハナダの洞窟」「みさきの小屋」。特殊ルールやイラスト、メッセージなどが書かれたエクストラカードが1枚付属する。このシリーズでは「通信進化キャンペーン」が行われており、エクストラカードの1つ「マサキのパソコン」と特定のポケモンのカードを送ることで、フーディン、ゴローニャ、ゲンガー、カイリキー、オムスターの5種の進化形のポケモンのプロモーションカードが入手できた。キャンペーン終了後は、「マサキのパソコン」が「イマクニ?のパソコン」となっていた。ミュウツーのカードには、『コロコロコミック』誌上で公募されたイラストが使用されている。

### その他
イントロパック

映画公開記念パック（サザンアイランド）
舞台は「サザンアイランド」の「レインボーアイランド」「トロピカルアイランド」。
ギフトパック

ロケット団 ギフトパック

クイックスターター ギフトパック

## ポケモンカード★neo
ゲーム版『金・銀』をテーマとしたシリーズ。表面のデザインが多少変更されているが、旧シリーズとは完全互換でプレイできる。悪・鋼タイプ、ベイビィポケモン、「ポケモンのどうぐ」など、このシリーズで新たに追加された要素も多い。

### 拡張パック（neo）
拡張パック第1弾 金、銀、新世界へ…
テーマは『ポケットモンスター 金・銀』。悪・鋼タイプのポケモン及びエネルギー、ベイビィポケモン、「ポケモンのどうぐ」など、各種新要素が一通り収録されている。伝説のポケモン、ルギアも登場する。
拡張パック第2弾 遺跡を越えて…
テーマは「アルフの遺跡」。それぞれ異なる形状を持つポケモンであるアンノーンが登場する。水タイプのカブト、闘タイプのニョロボン、オムナイトなど、一部のポケモンがこれまでとは異なるタイプで登場している。また、シークレットとして「わるいライチュウ」も収録されている。
拡張パック第3弾 めざめる伝説
テーマは「エンジュシティ」。伝説のポケモンであるライコウ、スイクン、エンテイ、幻のポケモンのセレビィやホウオウなどが登場し、『金・銀』で追加された100匹が出揃う。また、ゲーム中に登場する色違いのポケモンを基にした「ひかるポケモン」も登場する。
拡張パック第4弾 闇、そして光へ…
上級者向けパック。「わるいポケモン」に加え「やさしいポケモン」が初登場する。「やさしいポケモン」はその名が示す通り、自分のみならず相手にもプラスとなる能力を持つものが多い。また、第3弾に引き続き「ひかるポケモン」が多数登場する。

### スターターパック（neo）
スターターパック
拡張パック第1弾と同時発売された。デッキ60枚に加え、調整用として基本エネルギーカードが18枚含まれている。説明書、紙製のダメージカウンター・どくマーカー・なんでもマーカー、ルギアのコインが付属する。

### その他（neo）
プレミアムファイル
『金・銀』の発売を記念したセット。スターターパック及び拡張パック第1弾「金、銀、新世界へ…」に先行して発売された。ゲームで最初に貰える3種のポケモン、チコリータ、ヒノアラシ、ワニノコ及びその進化形で構成される。
プレミアムファイル2
拡張パック第2弾「遺跡をこえて…」の発売と劇場版『結晶塔の帝王 ENTEI』の公開を記念したセット。映画に登場するポケモンであるエンテイ、リザードン、ピチュー及び3種のアンノーン、イーブイとその進化形2種で構成される。
プレミアムファイル3
舞台は「森」「やけたとう」「空」。それぞれタイプの異なる9枚のポケモンカードで構成される。カードのイラスト部には、3枚のパノラマイラストの一部分がそれぞれ使用されている。幻のポケモン、セレビィを初め、伝説のポケモンが多く含まれる。
イントロパックneo
ポケモンカードゲームを新しく始める人向けの2人用ゲーム対戦練習用セットパック。40枚+キラカード1枚で構成された「ワニノコデッキ」と「チコリータデッキ」が1セットずつと、ダメージカウンター30個、どくマーカー2枚、紙製の練習用プレイマット、ラッキーのコイン（ピンク）、説明書が付属する。ポケモンカードゲームに必要なアイテムが全て入っており、すぐにでも対戦可能となっている。

## ポケモンカード★VS
このタイトルから裏面のデザインが英語版等と類似のものに変更され、これが全世界共通のデザインとなる予定だった。旧デザインと混ぜて遊ぶこともできるが、大会ではスリーブを用いることで旧デザインと混ぜて使用できる措置が取られた。収録されたポケモンは全てたねポケモンとなっており、開封後すぐに対戦が可能だが、一方で突出した能力を持つものは少ない。『金・銀』に登場したジムリーダーなどのポケモンと、それぞれの「ワザマシン」が収録されている。

### ハーフデッキ
第1弾 リーダーズポケモン 草雷ハーフデッキ
草・雷タイプを中心としたハーフデッキ。主にアンズ、ツクシ、ミカン、アカネのポケモンで構成される。レアカードとして鋼エネルギー、及び鋼ポケモンが1枚ずつ含まれる。
第1弾 リーダーズポケモン 水炎ハーフデッキ
炎・水タイプを中心としたハーフデッキ。主にイブキ、ヤナギ、ハヤト、カリンのポケモンで構成される。レアカードとして悪エネルギー、及び悪ポケモンが1枚ずつ含まれる。
第1弾 リーダーズポケモン 闘超ハーフデッキ
超・闘タイプを中心としたハーフデッキ。主にシジマ、イツキ、マツバ、シバのポケモンで構成される。レアカードとしてレインボーエネルギー、及びロケット団のポケモンが1枚ずつ含まれる。

### その他（VS）
リーダーズポケモン 劇場限定版
劇場版『セレビィ 時を超えた遭遇』を上映した劇場で限定販売された。各ジムリーダーらのポケモンと、このセットのみに付属する「R団のバンギラス」で構成されたハーフデッキ。説明書、紙製のダメージカウンター、マーカー、セレビィのコインが付属する。尚、公式大会では2006年後半までこのコインがテーブルで使用されていた。

## ポケモンカード★web
オンラインショップ「ポケモンセンターオンライン」で発売された拡張パック。購入直後にパックの中身が確認できるようになっていた。旧シリーズで登場したカードの一部が新デザインに改められて収録されている。それまで入手が困難であったプロモーションカードやゲームボーイ用ソフト『ポケモンカードGB』及び続編『ポケモンカードGB2 GR団参上!』のゲーム中にのみ登場するカードも収録されており、また一部のカードには弱点が追加される、「サポーター」に分類されるなど新ルールに合わせて能力の変更されたカードも存在する。

## ポケモンカードe
カードeリーダーとのタイアップを図ったシリーズ。テーマは「謎の大陸」。
このシリーズの拡張パックは5枚一組となっており、★ランク（まれに☆の超レアが入っていることもある）が1枚、◆ランクが1枚、●ランクが3枚である。

### 拡張パック（e）
基本拡張パック
拡張パック第1弾。この時点ではまだ物語的にはなっておらず、『金・銀』の新登場のポケモンなどのカードが収録されている。
地図にない町
拡張パック第2弾。舞台は「大陸の右端にある時計台を中心に広がる港町」
海からの風
拡張パック第3弾。舞台は「謎の大陸最南端の海底遺跡をメインにした地域」
裂けた大地
拡張パック第4弾。舞台は「巨大な大地の裂け目、古代に刻まれたとされる地上絵、クレーターの中にある村」
神秘なる山
拡張パック第5弾。舞台は「大陸中央にある3つの山を中心とした古代神殿」

### スターターパック（e）
スターターパック
説明書、紙製のダメージカウンター、どくマーカー、なんでもマーカー、ハピナスのコインが付属する。

### ミニマム★パック
マクドナルドオリジナル ミニマム★パック
マクドナルドのキャンペーンで発売されたパック。6枚入りで、3枚がたねポケモン、3枚がエネルギーカードである。また、3枚のエネルギーカードのうち1枚がキラカードになっている（効果自体は普通の基本エネルギーと同じ）。

### その他（e）
劇場限定VSパック
テーマは『水の都の護神 ラティアスとラティオス』

## ポケモンカードゲームADV
アニメ版『アドバンスジェネレーション』に照準を合わせたシリーズ。レベル表記がなくなった。このシリーズより拡張パックが11枚になり、うち1枚がエネルギーカードである。2007年春の公式大会「バトルロードスプリング★2007」からは、「ポケモンカードゲーム」以降で再録された一部のカード以外は公式大会で使用できなくなった。

### 拡張パック（ADV）
（）内は米国版のタイトル。
拡張パック第1弾（EX Ruby and Sapphire）
テーマは『ポケットモンスター ルビー・サファイア』
拡張パック第2弾 砂漠のきせき（EX Sandstorm）
舞台は「ホウエン地方111番道路の砂漠」
拡張パック第3弾 天空の覇者（EX Dragon）
テーマは「ドラゴン」
強化拡張パックex1 マグマVSアクア ふたつの野望（EX Team Magma vs Team Aqua）
テーマは「デュアル」
拡張パック第4弾 とかれた封印（EX Hidden Legends）
テーマは「超古代」

### 構築済みスターター
- キモリデッキ
- アチャモデッキ
- ミズゴロウデッキ
- フライゴンデッキ
- ボーマンダデッキ
- メタグロスデッキ

### ハーフデッキW
ハーフデッキWはその名のとおりハーフデッキが2個入っており、そのまま2人で対戦できるのが売りの1つであった。
- マグマ団ハーフデッキW
- アクア団ハーフデッキW

### その他（ADV）
ギフトボックス

映画公開記念VSパック
テーマは『七夜の願い星 ジラーチ』
ポケモンチョコスナック（第1弾）
明治製菓の同名製品とのタイアップ。ゲーム版『ファイアレッド・リーフグリーン』発売直後であったためか、収録されたカードは全て第1世代のポケモンで、かつポケモンのイラストは公式イラストの流用である。
ちなみにプロモーションカード扱いのため、2007年3月時点では公式大会で使用することが認められていた。

### プロモーションカード
ADVシリーズで登場したプロモーションカードは合計63枚。最初に登場したのは『月刊コロコロコミック』2003年2月号の付録で登場したグラードンとカイオーガ。

## ポケモンカードゲーム
シリーズの正式名称が「ポケモンカードゲーム」である。なお、このシリーズの途中からはカード版オリジナルのストーリーが展開された。

### 拡張パック（EX）
（）内は米国版のタイトル。なお海外版では構築済みスターター等は販売されていない国もあるため、それらのカードが拡張パックに入っていることもある。
伝説の飛翔（EX FireRed & LeafGreen）
テーマは『ポケットモンスター ファイアレッド・リーフグリーン』
蒼空の激突（EX Deoxys）
テーマは『裂空の訪問者 デオキシス』と『七夜の願い星 ジラーチ』。この頃から、☆スターポケモンと言うカードが毎回隠しカードとして収録されるようになった。
ロケット団の逆襲（EX Team Rocket Returns）
テーマは「ロケット団とわるいポケモン」
金の空、銀の海（EX Unseen Forces）
テーマは「ホウオウ、ルギアなど金銀のポケモン」
まぼろしの森（EX Legend Maker）
テーマは「まぼろしのポケモン ミュウ」
ホロンの研究塔（EX Delta Species）
舞台は「まぼろしの森」の奥の「パワースポット」と呼ばれる場所。テーマは「δ-デルタ種」のポケモン
ホロンの幻影（かげ）（EX Holon Phantoms）
舞台は「ホロン」よりさらに奥地へと進んだ場所にある湖。「ふしぎなアメ」が再録された。
きせきの結晶（EX Crystal Guardians）
舞台は「絶海の島々」。「ダブルレインボーエネルギー」が再録された。
さいはての攻防（EX Dragon Frontiers）
舞台は「最果ての島」
ワールドチャンピオンズパック（EX Power Keepers）
アメリカで独自に発売されたパックの日本版。基本的にレアカードはADVシリーズの再録である。しかし公式レギュレーションでは同じ効果でもADVシリーズの方は使えない。また、ポケモンカードゲーム公式サイトの通販かバトルロードサマー会場のみの販売で、他のパックと異なり15枚入り（うち1枚がキラカード）である。

### 構築済みスターター（EX）
基本的にカード30枚（ハーフデッキ）、説明書、ダメージカウンター、マーカー、ポケモンコインのセット。
- デオキシスデッキ
- レックウザデッキ
- メガニウムex★草
- バクフーンex★炎
- オーダイルex★水
- まぼろしのミュウ
- 大海のカイオーガex
- 大地のグラードンex

### ランダム構築スターター
サブタイトルに書かれているポケモン以外はランダムで収録されたハーフデッキセット。これらは何故か早期に絶版となり、HP50のポッポ唯一の収録や、かなり強力なポケパワーを持つカメックスexなどが入っている。
- フシギバナ★草
- リザードン★炎
- カメックス★水

### ハーフデッキW（EX）
ハーフデッキ（30枚）2個、説明書、ポケモンコインのセット。
R団ハーフデッキW -silver-
テーマは「カントー地方」のポケモン
R団ハーフデッキW -black-
テーマは「ナナシマ」のポケモン

### 構築済み60枚デッキ
封印! サーナイトex
このデッキでADV「マグマVSアクア ふたつの野望」から再録されたラルトスとキルリアのADV版カードは、当時の公式大会ルールで使うことが認められていた。また、このデッキに入っている「サーナイトex δ-デルタ種」はポケパワー「ふういん」によって相手のポケモン1匹に「封印マーカー」を乗せ、ポケパワー・ボディーを封じることができる。
雷震! バンギラスex
このデッキに入っている「バンギラスex δ-デルタ種」はワザ「エレマーク」で相手のポケモン1匹に「雷震マーカー」をのせ、ワザ「らいしん」で雷震マーカーが載っているポケモン1匹を「きぜつ」させるという強力なカード。

### クイック・コンストラクション・パック
15枚のカードで構成されたパック。（収録内容はどのパックも同じタイトルのものは変わらない。）この何れかのパックを2つ組み合わせる事でハーフデッキ、4つ組み合わす事でスタンダードデッキとしてすぐに遊ぶ事が出来る。
- タイプユニット草

ノクタスexを主体とした草タイプがメインのパック
- タイプユニット炎

バクーダexを主体とした炎タイプがメインのパック
- タイプユニット水

ミロカロスexを主体とした水タイプがメインのパック 
- タイプユニット雷

ライチュウexを主体とした雷タイプがメインのパック 
- タイプユニット超

サマヨールexを主体とした超タイプがメインのパック
- タイプユニット闘

チャーレムexを主体とした闘タイプがメインのパック

### ハーフデッキ1/2
クイックコンストラクションパック同様で全て内容固定の15枚（ハーフデッキの半分）パック。イーブイの進化系が1つずつ入っている。
- 炎EX ブースターex
- 水EX シャワーズex
- 雷EX サンダースex

### ギフトボックス
ポケモンexが切り札のハーフデッキの他に、サイドボード（デッキ改造用カード）など このセットでしか手に入れる事が出来ないカードが複数付いたセット。拡張パックで入手困難なポケモン☆（スター）のカードが付属した事もある。
エメラルドver
テーマは『ポケットモンスター エメラルド』
ミュウ・ルカリオver
テーマは『ミュウと波導の勇者 ルカリオ』

### 映画公開記念VSパック
裂空のデオキシス
テーマは『裂空の訪問者 デオキシス』
波導のルカリオ
テーマは『ミュウと波導の勇者 ルカリオ』
蒼海（うみ）のマナフィ
テーマは『ポケモンレンジャーと蒼海の王子 マナフィ』

### その他（EX）
マスターキット
構築済みデッキや、デッキ改造用カードの他に、ポケモンカードゲームシリーズ拡張パック第四弾までに登場した歴代シリーズのカード情報などを収録した「カードずかん」やADVシリーズまでの好きなカードでデッキを構築する事が出来る「デッキビルダー」などの機能が付いたCD-ROMが付属されたセット。
ポケモンチョコスナック（第2弾～第6弾）
第2弾は『裂空の訪問者 デオキシス』とのタイアップ。第5弾は『ポケモンレンジャーと蒼海の王子 マナフィ』関連のカードもある。第6弾は全てDP1のカードのイラスト替えカードの収録であり、ワザなどの効果は全く同じである。

### プロモーションカード（EX）
合計154枚登場。中には「ポケモンだいすきクラブ」のカードゲーム初心者向け講習会終了記念のもの（オークションでは常に高価が付けられている上に結構有用）や、「ポケパーク」のアトラクション体験記念カード、ANAの「ピカ夏旅割」申し込み記念カード等があった。

## ポケモンカードゲームDP
DPはダイヤモンド・パールの略。ゲーム版『ダイヤモンド・パール』のポケモンを中心としたシリーズ。カードのフォーマットも一部変更され、カードテキストでレベル表記やポケモン学の表記、簡単なポケモンの解説（ポケモン図鑑のテキスト）も復活した。このシリーズでは、ポケモンの「レベルアップルール」が新たにでき、ポケモンLV.Xが初登場した。また、ゲーム版におけるどくタイプのポケモンは、「ポケモンカードゲーム」シリーズまでは草ポケモンとなっていたが、このシリーズ以降は超ポケモンに変更されている（例えば、アーボ、ドガースなど）。
「時空の創造」から「秘境の叫び・怒りの神殿」までの拡張パックで、当時発見されていたポケモンが全て収録されている。（当時未発見だったシェイミ･アルセウスと、例外的にユンゲラーのみが未収録。ユンゲラーに関しては該当記事を参照。）

### 拡張パック（DP）
（）内は各商品の略称。
時空の創造 ダイヤモンドコレクション（DP1）
拡張パック第1弾。テーマは「時間を司る神 ディアルガ」。
時空の創造 パールコレクション（DP1）
拡張パック第1弾。テーマは「空間を司る神 パルキア」。
湖の秘密（DP2）
拡張パック第2弾。テーマは「湖に住む神 ユクシー、アグノム、エムリット」。
ひかる闇（DP3）
拡張パック第3弾 テーマは「あんこくポケモン ダークライ」。ディアルガ、パルキア、ダークライがLV.Xとして登場する。米国では現地時間の2007年11月7日発売。
月光の追跡（DP4）
拡張パック第4弾。テーマは「伝説のポケモン クレセリア」。クレセリアLV.Xも登場。
夜明けの疾走（DP4）
拡張パック第4弾。テーマは「リーフィアとグレイシア」。どちらもLV.Xが登場する。
怒りの神殿（DP5）
拡張パック第5弾。メインポケモンはレジギガス。ほかにもレジスチルやレジアイス、レジロックなども登場する。
秘境の叫び（DP5）
拡張パック第5弾。メインポケモンはヒードラン。ほかにもギラティナやグラードン、カイオーガ、レックウザなども登場する。
破空の激闘（DPs）
拡張パック第6弾。劇場版『ギラティナと氷空の花束 シェイミ』をフィーチャーしている。メインポケモンはギラティナ。ほかにもシェイミやジバコイル、12年前の初代拡張パックからの復刻カードのカントー地方炎タイプの最初のポケモン関係のカードなども登場する。
また、今作以降では、色違いのポケモン（キラカード）や、これまでのシリーズに登場したポケモンのタイプ違いのカード（闘タイプのドダイトスなど）も登場する。

### 構築済みスターター（DP）
ポケモンカードゲームDP エントリーパック（DP1）
ゲーム版『ダイヤモンド・パール』で最初にもらえる3匹のポケモンの進化形、ドダイトス、ゴウカザル、エンペルトをそれぞれメインとしたハーフデッキ3個のセット。このシリーズからポケモンカードを始める初心者向けのパック。
ランダム構築スターター スタンダードデッキ（DP1）
草、炎、水、雷、超、闘、悪、鋼の内、どれか1つのタイプに属するポケモンをメインとしたデッキがランダムで入っている。このスターターは、エントリーパックや構築済みスターターとは違い 拡張パック「時空の想像ダイヤモンドコレクション/パールコレクション」のカードも収録されている為、拡張パックのキラカードが出る事がある。
構築済みスターター 攻めのラムパルド（DP2）
ラムパルドをメインとしたハーフデッキ。名前の通り、攻撃重視のデッキである。
構築済みスターター 守りのトリデプス（DP2）
トリデプスをメインとしたハーフデッキ。名前の通り、防御重視のデッキである。
構築スタンダードデッキ ディアルガLV.X（DP3）
テーマは「ディアルガLV.X」。他にデンリュウやガーメイルなどを含む。強力なトレーナーのカードが豊富。
構築スタンダードデッキ パルキアLV.X（DP3）
テーマは「パルキアLV.X」。他にエルレイドやミノマダム（すなちのミノ）などを含む。強力なトレーナーのカードが豊富。
対戦スターターパック ブーバーンVSエレキブル（DP4）
テーマは「ブーバーンVSエレキブル」。ブーバーンとエレキブルをメインとした2つのハーフデッキのセット。
ポケモンカードゲームDP エントリーパック'08
ゲーム版『ダイヤモンド・パール』で最初に貰える3匹のポケモン、ドダイトス、ゴウカザル、エンペルトをそれぞれメインとしたハーフデッキ3個のセット。このシリーズからポケモンカードを始める初心者向けのパック第2弾。
ポケモンカードゲームDP エントリーパック'08DX
上記のセットに加えライチュウをメインとしたハーフデッキも収録している。さらに、アクリル製のダメージカウンターとポケモンシールも付属し、トランク型のケースに入っている。
対戦スターターパック ヒードランVSレジギガス（DP5）
テーマは「ヒードランVSレジギガス」。ヒードランとレジギガスをメインとした2つのハーフデッキのセット。このセットにはグライオンとミュウツーの強力なカードも入っている。
対戦スターターパック ディアルガVSギラティナ（DPs）
テーマは「ディアルガVSギラティナ」。ディアルガとギラティナをメインとした2つのハーフデッキのセット。

### その他（DP）
映画10周年記念 プレミアムシート（10th）
ポケモン映画10周年記念のシート付き11枚セット。ポケモンのカード名には劇場版のタイトルの一部が使われている。
収録カードは「逆襲のミュウツー」「爆誕のルギア」「結晶塔のエンテイ」「時を超えたセレビィ」「水の都のラティアス」「水の都のラティオス」「七夜のジラーチ」「裂空の訪問者デオキシス」「波導の勇者ルカリオ」「はじまりの樹のミュウ」「蒼海の王子マナフィ」。全て劇場版の主役ポケモンである。
また、カードの入っていない空きのポケットが1か所あり、その年の映画の来場者プレゼントであるダークライのカードを入れて完成となる仕組みである。
湖の秘密スペシャルパック
拡張パック「湖の秘密」「時空の創造 ダイヤモンド・パールコレクション」の3パックおよび、プロモーションカードのドダイトスLV.X、ドータクンの2枚が入っている。2008年元日発売。
ひかる闇スペシャルパック
拡張パック「ひかる闇」「時空の創造 ダイヤモンド・パールコレクション」の3パックおよび、プロモーションカードのエンペルトLV.X、ガーメイルの2枚が入っている。2008年元日発売。
映画公開記念 プレミアムシート2008
劇場版『ギラティナと氷空の花束 シェイミ』公開記念のシート付き9枚セット。映画で活躍するポケモン達が収録されている。
収録カードは「氷空のシェイミ」「ポッチャマ」「ピカチュウ」「ジバコイル」「反転世界のギラティナ」「マンムー」「タテトプス」「ディアルガ」「レジギガス」。シェイミはスカイフォルム、ギラティナはオリジンフォルムで描かれている。
月光の追跡・夜明けの疾走スペシャルパック
拡張パック「月光の追跡」「夜明けの疾走」「破空の激闘」の3パックおよび、プロモーションカードのパルキアLV.X、ポリゴンZの2枚が入っている。
秘境の叫び・怒りの神殿スペシャルパック
拡張パック「秘境の叫び」「怒りの神殿」「破空の激闘」の3パックおよび、プロモーションカードのディアルガLV.X、グライオンの2枚が入っている。

### プロモーションカード（DP）
2008年8月25日の時点で121枚存在し、ナンバリング形式は「○○○/DP-P」。ポケモンカードゲームDPより公式大会等での参加賞や成績上位者に配布されるカードについてはナンバリングが無くなったものもある。
「バトルロード サマー★2007」で参加者全員に配布されたカード「ポケモンパルシティ」は、開催エリア毎にイラストが異なる。計7種類。大会本戦上位入賞者は全種プレゼントという一風変わったカード（性能は全て同一）になっている。
他にもプレイヤーズのけいけんち特典（ナンバリングは「○○○/PPP」、DPではプロモーションカード扱いに）や2007年3月に開催されたセブン-イレブンでのイベント、トイザらスでのビンゴ大会の景品カードもある。

## ポケモンカードゲームDPt
ゲーム版『プラチナ』の発売に合わせて登場したシリーズ。ポケモントレーナーが捕まえたり育てたりしたポケモンであるSPポケモンが初登場した。ちなみに「DPt」の「Pt」はプラチナの元素記号を表しており、「t」はトレーナー（Trainer）の頭文字を表している。

### 拡張パック（DPt）
（）内は各商品の略称。
拡張パック第1弾 ギンガの覇道（DPt1）
テーマは「ギンガ団のポケモン」。SPポケモンが初登場。「スカタンクG」や「ドクロッグG」など、ギンガ団のSPポケモンには「G」【ギンガ】のマークがついている。
時の果ての絆（DPt2）
拡張パック第2弾。テーマは「ジムリーダーのポケモン」。「トリデプスGL」や「レントラーGL」など、ジムリーダーのSPポケモンには「GL」【ジムリーダー】のマークがついている。四天王のSPポケモン「フーディン四」も登場する。
フロンティアの鼓動（DPt3）
拡張パック第3弾。テーマは「フロンティアブレーンのポケモン」。「バシャーモFB」や「ムクホークFB」など、フロンティアブレーンのSPポケモンには「FB」【フロンティアブレーン】のマークがついている。
アルセウス光臨（DPt4）
拡張パック第4弾。テーマは「すべてのタイプになれる唯一のポケモン、アルセウス」。5つのタイプのアルセウス（全て同名扱い）とアルセウスLV.Xが登場する。アルセウスLV.Xは無色タイプのカードだが、ポケボディー「マルチタイプ」を持ち、レベルアップ前のタイプとなる。全てのアルセウスは「アルセウスルール」という特別なルールを持ち、デッキに何枚でも入れられる。後述の「構築スタンダードデッキ アルセウスLV.X 草&炎」「構築スタンダードデッキ アルセウスLV.X 雷&超」のものと合わせて、全てのタイプのアルセウスが揃う。

### 構築済みスターター（DPt）
ポケモンカードゲームDPt エントリーパック
ゲーム版『ダイヤモンド・パール・プラチナ』でそれぞれのパッケージを飾るポケモン、ディアルガ、パルキア、ギラティナをメインとした3個のハーフデッキのセット。このシリーズからポケモンカードを始める初心者向けのパック。なお、SPポケモンは登場していない。
ポケモンカードゲームDPt ギフトボックス
ヒコザル、ナエトル、ポッチャマ、ピカチュウをメインとした、難易度の異なる4個のハーフデッキと、対戦に必要なアイテムが揃ったセット。付録も盛りだくさんで、コイントスのかわりにオモテ・ウラを決めるポケモンサイコロが入っている唯一のセットでもある。
対戦スターターパックSP ゴウカザルVSエルレイド
テーマは「四天王のポケモン」。「ゴウカザル四LV.X」と「エルレイド四LV.X」をメインとした2個のハーフデッキのセット。四天王のSPポケモンは「四」【四天王】のマークが付いている。
対戦スターターパックSP ガブリアスVSリザードン
テーマは「チャンピオン・シロナVSギンガ団ボス・アカギ」。「ガブリアスC LV.X」と「リザードンG LV.X」をメインとした2個のハーフデッキのセット。チャンピオンのSPポケモンには「C」【チャンピオン】のマークが付いている。この「ガブリアスC LV.X」は、2009年から2010年にレギュレーション落ちするまで、構築デッキに入っているカードとしては驚異的な強さを持つカードであった。
構築スタンダードデッキ アルセウスLV.X 草&炎
炎・草タイプのアルセウスと「アルセウスLV.X」をメインとしたスタンダードデッキである。アルセウスのカードは合わせて7枚入っている。
構築スタンダードデッキ アルセウスLV.X 雷&超
雷・超タイプのアルセウスと「アルセウスLV.X」をメインとしたスタンダードデッキである。アルセウスのカードは合わせて7枚入っている。

### その他（DPt）
ギンガの覇道・時の果ての絆スペシャルパック
拡張パック「ギンガの覇道」1パックと「時の果ての絆」2パックおよび、プロモーションカードの「ムウマージGL LV.X」および「マルマインG」の2枚が入っている。2009年元日発売。
ポケモンカードゲーム コレクションパック シェイミLV.X（PtS）・ミュウツーLV.X（PtM）・レジギガスLV.X（PtR）
拡張パックやスターターパックで収録されたポケモンLV.Xや過去に配布・プレゼントされ、現在では入手困難となったプロモーションカードが12枚（うち6枚がキラカード）ずつ入ったパックである。内容はいずれも固定である。2009年4月18日に3種同時に発売された。
乱戦!ポケモンスクランブル×ポケモンカードゲーム（乱）
Wiiウェアの乱戦!ポケモンスクランブルとのタイアップ。16枚入りで内容は固定。カードのイラストは、「みんなのポケモン牧場」や「乱戦!ポケモンスクランブル」のもの。ポケモンカードゲームではあるが、遊び方が異なり、進化系が揃っていない。一応、カードゲームでも使用できる。付属品は通常の商品のものと全く異なり、またダメージカウンターが計52個ととても多い。2009年7月10日に発売され、主にポケモンセンターで販売されている。また、ポケモンセンターでニンテンドーポイントプリペイドカード 3000（ニンテンドーポイントプリペイドカード 1000を3枚でもよい）を購入すると、もれなくプレゼントされるキャンペーンが行われた。
ポケモンカードゲーム 映画公開記念 ランダムパック2009（M）
劇場版『アルセウス 超克の時空へ』の公開記念のパック。1パックに7枚入りで、うち1枚がキラカード。アルセウスやギザみみピチューをはじめ、サトシやヒカリなどのポケモンが、SPポケモンとして登場する（アルセウスはSPポケモンではない）。これらのSPポケモンには、「M」【ムービー】のマークが付いている。2009年7月18日に全国のポケモン映画上映劇場で先行発売され、次いで8月8日に全国の取扱店で発売が開始された。
ポケモンカードゲーム 映画公開記念 スペシャルパック2009
同じく劇場版『アルセウス 超克の時空へ』の公開記念のパック。拡張パック「アルセウス光臨」1パックと「映画公開記念 ランダムパック2009」2パックおよび、オリジナルのプロモーションカード「ピカチュウM LV.X」および劇場版の舞台である「ミチーナしんでん」（スタジアム）の2枚が入っている。

## ポケモンカードゲームLEGEND
ゲーム版『ハートゴールド・ソウルシルバー』に合わせて登場したシリーズ。「LEGEND」は伝説という意味。2枚で1匹のポケモンとなる伝説ポケモンや、従来のポケモンより強力なグレートポケモンの2種類のカードが初登場。さらに、拡張パックでは従来はキラカードにはならないようなカードなども、一部を除きミラーカードとしてキラカード仕様のものも登場する。尚、伝説ポケモン以外の元々キラカードのものにもミラーカード仕様が存在する。ミラーカードの登場の為、1パック毎の封入内容にも大きく変化が及んだ。1パック11枚のうち1枚が必ず従来同様のキラカードという部分に変わりは無いが、別の1枚がミラーカードとなっている。（尚、まれに例外もある。）このシリーズでは、基本エネルギーのカードもデザインが一新され、そのタイプを象徴するポケモンのシルエットなどが描かれている。また、トレーナーカードの一種である「トレーナー」がグッズと改称され分かりやすくなったり、弱点のダメージが「×2」で統一されたりするなど、一部ルールが変更され カードのデザインも一部変わっている。因みに、伝説ポケモンのカードのイラストレーター表示は英語の他に漢字でも表記されている。
また、拡張パックにはごくまれに「アルフの石版」という名称のグッズが封入されている。これは、パッケージや公式サイトにもその存在が記されていない隠しカードとも言えるもので、コレクションナンバーは「081/080」となっている。カードテキストはアンノーン文字で記されており、ローマ字読みできる。「ハートゴールドコレクション」「ソウルシルバーコレクション」「よみがえる伝説」「頂上大激突」で4種類の「アルフの石版」が存在している（同じカード名だが、イラストや効果の内容がそれぞれ異なる）。

### 拡張パック（LEGEND）
（）内は各商品の略称。
ハートゴールドコレクション・ソウルシルバーコレクション （L1）
拡張パック第1弾。先述の通り、「伝説ポケモン」のカードである「ホウオウLEGEND」や「ルギアLEGEND」（樋口真嗣による描き下ろし）、「グレートポケモン」のメガニウム、バクフーン、オーダイルなどが登場する。2009年10月9日に2種同時発売。
よみがえる伝説（L2）
拡張パック第2弾。今弾では2枚で2匹（扱い上は1匹）となる伝説ポケモン「エンテイ&ライコウLEGEND」、「ライコウ&スイクンLEGEND」、「スイクン&エンテイLEGEND」が登場する。これらの伝説ポケモンはタイプや弱点を2つ持ち、「きぜつ」すると相手はサイドを2枚取る。因みに、これらのカードはイラストレーター表記も2人（高屋法子と樋口真嗣）である。他にグレートポケモンのキングドラ、ランターンなどが登場する。また「ポケモンカードゲームLEGEND」では初となる悪・鋼タイプのポケモンが収録される。2010年2月11日発売。
頂上大激突 （L3）
拡張パック第3弾。「パルキア&ディアルガLEGEND」などの伝説ポケモンのカードや、グレートポケモンのセレビィ、カイリキーなどが登場する。また、サポーター「からておう」など、サイドの枚数によって効果が変わるカードも登場する。このパックに収録される伝説ポケモンのカードのイラストレーターも2人（江場左知子と樋口真嗣）である。2010年7月8日発売。

### スターターパック（LEGEND）
バトルスタートデッキ ドダイトス・ブーバーン・カメックス・ライチュウ（B）
それぞれタイトルのポケモンをメインとした30枚のハーフデッキ。ドダイトスデッキは守り、ブーバーンデッキは攻め、カメックスデッキはテクニック、ライチュウデッキは速攻をテーマとしており、コンボを作りやすいカードで構成されている。ポケモンワールドチャンピオンシップス2010開催記念として、2009年11月20日に4種同時発売。
エキスパートデッキ リーフィアVSメタグロス +Online（E）
それぞれリーフィアとメタグロスをメインとした60枚のスタンダードデッキの2個セット。予め戦略を考えられた構築デッキな為、従来のスターターのように拡張パックのカードを組み合わせて改造しなくてもかなり強力なデッキとなっている。さらにこのセットだけのトレーナーカードも収録されている。また ポケモンカードゲームでは初となる、人間同士のオンライン対戦が可能な「ポケモンカードゲームOnline」（ブラウザゲーム）にアクセスするのに必要なアクセスナンバーやCD-ROMが同梱されている。2009年11月20日発売。
構築スタンダードデッキ バンギラス悪・ハガネール鋼（L2）
今シリーズでは今弾で初となる悪・鋼タイプのポケモンであるバンギラス・ハガネールをそれぞれメインとした60枚のスタンダードデッキ。また、バンギラスデッキにはヘルガー、ハガネールデッキにはハッサムがそれぞれグレートポケモンとして封入されている。2010年2月11日に2種同時発売。

### その他（LEGEND）
ランダムベーシックパック（L1）
「ポケモン」や「トレーナーのカード」がランダムに30枚、6タイプの「基本エネルギー」が5枚ずつ30枚入ったパック。拡張パック「ハートゴールドコレクション」「ソウルシルバーコレクション」の内容と同じカードがランダムで入っている。ランダムである為、従来の構築済みデッキのようにそのまま対戦するのではなく、拡張パックのカードと組み合わせてデッキを作ったり、構築済みデッキを改造する為のものである模様。色違いの赤いギャラドスのキラカードがおまけキラカードとして1枚付属している他、「伝説ポケモン」又は「グレートポケモン」のいずれかが必ず入っている。2009年10月9日発売。
ハートゴールドコレクション・ソウルシルバーコレクション スペシャルパック
拡張パック「ハートゴールドコレクション」1パックと「ソウルシルバーコレクション」2パックのセットと、「ハートゴールドコレクション」2パックと「ソウルシルバーコレクション」1パックのセットの2種類である。おまけのプロモーションカードは共通で、「ラティアス」と「ラティオス」の2枚が入っている。2010年元日に2種同時発売。
強化パック ロストリンク（LL）
ロストゾーンに関わるカードが多く封入され、伝説ポケモンの「ダークライ&クレセリアLEGEND」や、グレートポケモンのミュウ、アブソルなどが登場する。このミュウはポケボディー「ロストリンク」を持ち、お互いのロストゾーンにあるポケモンのワザを全て使う事が出来る。また、新スタジアム「ロストワールド」により、特殊な勝ち方をする事が出来る。従来の拡張パックとは異なりミラーカードは収録されず、1パックに7枚入りで主に1枚がキラカードで値段も違う。2010年4月16日に期間限定で発売されていた。
ポケモンカードゲーム ピカチュウ ワールド（PW）
日本語、英語など世界の9つの言語で書かれた9枚のピカチュウのオリジナルカードのセット。それぞれ言語が異なるものの、ワザの効果などは全て同じで、イラストは全て異なる。日本語版のワザ名は「こんにちは！」と「10まんボルト」である。なお、日本語版のカード以外は公式大会では使用できない。2010年7月8日発売。また、日本語版の背景イラストのみ異なる「セブン-イレブン・ポケモンセンター オリジナルバージョン」も同時発売。
ポケモンカードゲームLEGEND パーフェクトセット
拡張パック「ハートゴールドコレクション」「ソウルシルバーコレクション」「よみがえる伝説」「頂上大激突」が1パックずつ入ったセット。さらに、おまけのプロモーションカードとして色違いのエンテイ・ライコウ・スイクンが1枚ずつ同梱されている。全国のポケモン映画上映劇場とポケモンセンターのみで販売される。劇場版『幻影の覇者 ゾロアーク』公開日の2010年7月10日に発売。

## ポケモンカードゲームBW
ゲーム版『ブラック・ホワイト』の発売に合わせて登場したシリーズ。カードのデザインが更新され、またレアリティ表記が従来の「★・◆・●」から「R（レア）・U（アンコモン）・C（コモン）」へ変更になった。更に、このシリーズから構築済みデッキのカードにはエディションマークが付かなくなった。「トレーナーのカード」が「トレーナーズ」に、「サポーター」が「サポート」に改称され、使い方が変更されたり、従来の「ポケパワー」「ポケボディー」が「特性」に変更されたりするなど、いくつかのルールが変更された。また、このシリーズから隠しレアリティといえるSR・URが登場した。

### 拡張パック（BW）
（）内は各商品の略称。
ブラックコレクション・ホワイトコレクション（BW1）
拡張パック第1弾。ジャローダ、エンブオー、ダイケンキをはじめ、伝説のポケモンのレシラムやゼクロムなど、ポケモンのカードは『ブラック・ホワイト』で新たに登場するもののみ収録されている。この商品から1パックが5枚入りとなり、キラカードは確定1枚封入からランダム封入に変わり、基本エネルギーのカードは封入されなくなった。2010年12月17日同時発売。
レッドコレクション（BW2）
拡張パック第2弾。ビクティニ、キュレム、ランドロスをはじめ、ブラックコレクション・ホワイトコレクションに収録されていないイッシュ地方のポケモンが収録されている。今弾と前弾をあわせて、イッシュ図鑑のすべてのポケモンのカードを集める事が出来る。今弾では「復元ポケモン」が新登場。また、DPtシリーズ以来となる「ポケモンのどうぐ」が収録されている。2011年7月15日発売。
サイコドライブ・ヘイルブリザード（BW3）
拡張パック第3弾。「ミュウツーEX」「キュレムEX」などの「ポケモンEX」（-イーエックス、過去の「ポケモンex」（-エクストラ）と似ているが別物である）が初登場。今弾からはイッシュ地方以外の各地方のポケモンも登場し、BWシリーズでは初となる「スタジアム」も収録された。また、収録されるウルトラレアカードの仕様が変更された。テーマは「ヒウンシティ」となっている。2011年9月16日同時発売。
ダークラッシュ（BW4）
拡張パック第4弾。「ダークライEX」や「エンテイEX」、「ゾロアーク」などのポケモンが登場。悪ポケモンのカードをはじめ、悪ポケモンを強化するグッズも多く収録されている。2011年12月16日発売。
リューズブラスト・リューノブレード（BW5）
拡張パック第5弾。ドラゴンセレクション（後述）で初登場だったドラゴンタイプのポケモンのカードが多数収録されている。「ギラティナEX」や「レックウザEX」、「ガブリアス」や「サザンドラ」などのポケモンが登場。テーマは主にリューズブラストが「Nの城」、リューノブレードが「ポケモンリーグ」。2012年3月16日同時発売。
フリーズボルト・コールドフレア（BW6）
拡張パック第6弾。ゲーム版『ブラック2・ホワイト2』で登場する「ブラックキュレム」や「ホワイトキュレム」の他、劇場版『キュレムVS聖剣士 ケルディオ』および同時上映の『メロエッタのキラキラリサイタル』に登場する「ケルディオ」や「メロエッタ」などのポケモンが登場。また、新たなトレーナーズ「ACE SPEC」が登場した。2012年7月13日同時発売。
プラズマゲイル（BW7）
拡張パック第7弾。ゲーム版『ブラック2・ホワイト2』で登場する悪の組織「プラズマ団」がテーマで、「ルギアEX【プラズマ団】」のような「プラズマ団のカード」が多数収録された。これらのカードは、ルール上通常のポケモン・トレーナーズ・エネルギーとの違いは無いが、プラズマ団のカード同士のシナジー（プラズマメカニズム）によってさまざまな恩恵を受けることができる。2012年9月14日発売。
ラセンフォース・ライデンナックル（BW8）
拡張パック第8弾。デオキシスや「れいじゅうフォルム」のボルトロス・トルネロスをはじめ、イーブイのすべての進化形ポケモンが、それぞれ「プラズマ団のポケモン」として登場。以前のカードと組み合わせて、「プラズマメカニズム」をさらに強化させられる。また、かつて入手方法が非常に限られていたグッズ「プラズマ団のモンスターボール」などが再録された。2012年12月14日同時発売。
メガロキャノン（BW9）
拡張パック第9弾。劇場版『神速のゲノセクト ミュウツー覚醒』に登場するゲノセクトの他、ディアルガ・パルキアなど、最多・5種類のポケモンEXが収録されている（同時発売タイトルを除く）。また、次々と強化されている「プラズマメカニズム」を、逆に牽制するような効果を持つカードも多数登場した。2013年3月15日発売。

### コンセプトパック
シャイニーコレクション（SC）
「ドラゴンセレクション」と同じく、すべてキラカードで構成されたパック。ただし、こちらは1パック4枚入りで、「ドラゴンセレクション」よりは安価である。ピカチュウ・イーブイ・ポッチャマなどのポケモンが、かわいらしいイラストでカード化されている。初登場のトレーナーズや再録カードも含まれ、シークレットカードも存在する。2013年2月1日発売。
EXバトルブースト（EBB）
BWシリーズのこれまでの人気のカードが大量収録されているパックであり、新収録カードも多数登場している。シャイニーコレクションと違う点はミラーカードが収録されているところ。（ただし、LEGENDシリーズのようにほぼ必ず封入されているという訳ではなく、ランダム封入である。なお、ポケモンEXにはミラーカードは存在しない。）他にも、ポケモンスマッシュ!とのコラボレーションカードなどのトレーナーズも収録されている。2013年7月13日発売。

### 構築済みデッキ（BW）
「はじめてセット」シリーズ
これからポケモンカードゲームを始めようという人をターゲットにしている、初心者向けのタイトルである。
はじめてセット/はじめてセット for ガール（HS）
ジャローダ、エンブオー、ダイケンキをそれぞれメインとし、『ブラック・ホワイト』で新たに登場するポケモンのみで構成された構築済みハーフデッキ3組および、ダメカン、プレイマット、ガイドブック、ルールブック、つるの剛士が出演する解説DVDがセットになったスターターパック。また、初回生産版にはwebサイト「ポケモングローバルリンク」で使えるシリアルナンバーが同梱されており、「ポケモンドリームワールド」で通常とは違う「かくれ特性」をもつナエトル・ヒコザル・ポッチャマのいずれか1匹を入手できる。「for ガール」は一部の収録カードと付属品のデザインが異なる。2010年10月29日同時発売。現在は製造終了。
はじめてセットDX/はじめてセットDX for ガール（HS）には、さらにデッキケース、デッキシールド、ミニノートが加わり、トランク型のケースに入っている。「for ガール」は一部の仕様が異なる。2010年11月20日に同時発売、現在は製造終了。
はじめてセット+（HS+）には、ニンテンドーDS用ソフト「ポケモンカードゲームあそびかたDS」が同梱された。2011年8月5日発売。
はじめてセットDX ピカチュウVer.（HSP）には、それぞれピカチュウをデザインしたデッキケース・ダメカンケース・シール・A5クリアファイルが加わり、ピカチュウをデザインしたトランク型のケースに入っている。また、おまけとして当商品限定の「ピカチュウ」のキラカードが同梱されている。2011年11月18日発売。
はじめてセット 全国図鑑版（HSZ）
ポケモンのカードが一新されており、イッシュ地方で最初に貰える3匹のポケモン関係のカードとともに、「ピカチュウ」「ニャース」といった新たな全国図鑑に登場するポケモン達が収録されている。2012年4月20日発売。
「バトル強化デッキ」シリーズ
前述の「はじめてセット」で遊び方を覚えたという、中級者向けのタイトルである。
バトル強化デッキ テラキオン/コバルオン/ビリジオン（BK）
それぞれ構築済みハーフデッキ1組と、デッキのカードと入れ替えることでデッキを強化できる、伝説のポケモンのテラキオン・コバルオン・ビリジオンやトレーナーズなどの「バトル強化キラカード」3枚が封入されている。2011年3月18日に3種同時発売。現在は製造終了。
バトル強化デッキ30 ケルディオ（KLD）
構築ハーフデッキ1組に、幻のポケモン・ケルディオと2種類のトレーナーズ、合計3枚の「バトル強化キラカード」が封入されている。2012年4月20日発売。
バトル強化デッキ60
それぞれポケモンEXがメインの構築済みスタンダードデッキ1組と、コイン・ダメカン・プレイマット・ガイドブックがセットになったスターターパック。「アララギ博士」「ポケモンキャッチャー」「ハイパーボール」など、再録を含めて強力なカードが多く収録されており、それを目当てに買う人もいる。現在発売中なのは、2011年10月21日同時発売の「レシラムEX」（BKR）と「ゼクロムEX」（BKZ）、2012年10月19日同時発売の「ブラックキュレムEX」（BKB）と「ホワイトキュレムEX」（BKW）の4種類。
バトルテーマデッキ ビクティニ（BTV）
デッキのベースとなるトレーナーズとエネルギーが20枚と、炎タイプのビクティニを中心としたポケモン10枚（フォーメーションデッキ）、超タイプのビクティニを中心としたポケモン10枚（コイントスデッキ）が収録されており、どちらかを組み合わせることで2種類のハーフデッキが作れるスターターパック。2011年6月17日発売。
バトルギフトセット
特定のポケモンを主体とした構築済みハーフデッキと、対戦に必要なアイテムが揃ったセット。おまけも豪華で、ギフトセット限定のオリジナルイラストのSR仕様のキラカードなどが収録されている。現在発売中なのは、2011年11月18日発売（現在は製造終了）の「バトルギフトセット ボルトロスVSトルネロス」（BGS、デッキ2組）と、2012年11月16日発売の「プラズマ団 バトルギフトセット」（PBG、デッキ1組）の2種類。
〇〇デッキ30
特定のポケモンを主体とした、構築済みハーフデッキ。基本的に同時発売の拡張パックのカードをこのデッキに加えることで、さらなる力を発揮する事ができる。現在発売中なのは、2012年3月16日同時発売の「サザンドラデッキ」（SZD）と「ガブリアスデッキ」（GBR）、2012年9月14日発売の「プラズマ団パワードデッキ」（PPD）の3種類。
最強爆流コンボデッキ60 カメックス+キュレムEX（K+K）
拡張パック「コールドフレア」で登場したカメックスが再録され、新たなキュレムEXが登場した60枚デッキ。また、構築済みデッキでは初めて「ACE SPEC」が収録された。商品名にもなっている「爆流コンボ」とは、カメックスの特性「ばくりゅう」でキュレムEXをアシストするというプレイング（コンボ）である。既にカメックスは公式大会でも優秀な成績を残しており、キュレムEXのポテンシャルの高さから、このデッキ単体でも公式大会で上位入賞が可能と謳われている。2013年3月15日発売。
30枚デッキ対戦set「ミュウツーVSゲノセクト」（MG）
劇場版「神速のゲノセクト ミュウツー覚醒」に登場するミュウツーとゲノセクトをそれぞれメインとする、30枚デッキが2個収録された商品。2013年7月13日発売。

### その他（BW）
コレクションシート 旅立ちの仲間 ツタージャ・ポカブ・ミジュマル（CS1）
それぞれタイトルのポケモンを含むポケモンのキラカード3枚入りで、内容は商品ごとに固定。3種類で全9タイプ（当時）のポケモンが揃う。ゲーム版『ブラック・ホワイト』の発売日と同日の2010年9月18日に3種同時発売、現在は製造終了。
基本エネルギーカード付きカードボックス
500枚収納可能なカードボックスに、基本エネルギーのカードが5枚ずつ全8種類付属。BWシリーズから拡張パックに基本エネルギーが封入されなくなったための措置である。
映画公開記念セットB・W
映画公開日に合わせて記念として発売されるセット。拡張パック2パックと、それぞれこの商品限定の、映画で活躍するポケモンのプロモーションカード1枚と組み立て式紙製デッキケースが付属している。主にポケモン映画公開劇場で発売されるが、セブン-イレブンとポケモンセンターでのみ販売される特別限定バージョンも存在する。現在、2011年7月16日発売の「ビクティニと黒き英雄/白き英雄」のセットが登場しているが どちらも製造終了。
キャンペーンパック
主に拡張パック4パックとこのパック限定のプロモーションカード1枚がセットになったもの。時々、カードの他に、表がプレイマット、裏がカレンダーになっている紙が付属している「スペシャルキャンペーンパック」というのもある。尚 、このパックは主にセブン-イレブンでしか発売されていないため、若干入手するのが難しい。
ミニカードファイルセット
拡張パック2パック、このセットでのみ入手可能なプロモーションカード1枚と、やや小さめの限定カードファイルがセットになったもの。現在2011年4月22日発売の「ナゲキ/ダゲキVer.」が登場しているが、どちらも製造終了。
ポケモンカードゲーム 15周年プレミアムセット
2011年10月20日にポケモンカードゲーム15周年を記念して、ポケモンセンター限定で発売されたセット。オリジナルデザインのコイン、アクリル製のダメカン、マーカー、65枚入りデッキシールド2種類、スーパーレアカードのレシラム、ゼクロムが同梱されている。現在は販売終了。
ドラゴンセレクション（DS）
ドラゴンタイプのポケモンのカードが初登場したパック。このパックは通常の拡張パックとは違い、収録される5枚すべてがキラカードである。ただし値段は通常より高く、PCGシリーズ辺りの拡張パックと同じ値段である。2012年1月27日発売。
トッププレイヤーが選ぶ100+40枚 マスターデッキビルドBOX EX（MDB）
「ミュウツーEX」「ダークライEX」「レックウザEX」など、公式大会上位者のデッキによく使われる強力なカード100枚と、基本エネルギー5種類が8枚ずつ合計40枚がセットになったカードボックス。本商品に入っているのはすべてBWシリーズの商品に収録されているカードをノンキラで再録したもので、強力なポケモンEXや、デッキに必携のトレーナーズ、特殊エネルギーがふんだんに入っている。この商品を2つ買うだけでも本格的なスタンダードデッキを作れるほどである。2012年9月14日発売。
みんなのWAKUWAKUバトル（WAK）
キラカード1枚を含む15枚のカードセットが8組あり、いずれか2つを組み合わせたハーフデッキを4つ作ることができる。プレイマット・ダメカン・コインなどの対戦用具も2セット付属しているため、この商品1つで4人同時に遊ぶことができる。さらに、この商品限定の「ルールカード」（公式大会では使えない）が12枚付属し、通常とは違ったカードバトルを楽しめる。2012年11月16日発売。
キラカード付きスペシャルパック
それぞれ組み合わせの異なる拡張パック8パックとともに、タイトルと同名のキラカードが1枚付属しているセット。「ブラックキュレム」「ホワイトキュレム」という名のカードは、このセットで初登場である（「キュレムのカード」としては、再録を除いて実に11種類目である）。現在発売中なのは、2013年4月19日発売の「ブラックキュレム」「ホワイトキュレム」「N」の3種類。

## ポケモンカードゲームXY・XY BREAK
ゲーム版『X・Y』の発売に合わせて登場したシリーズ。このシリーズからゲームでも初登場となるフェアリータイプのポケモンのカードやメガシンカポケモンのカードが登場している（メガシンカポケモンのカードはカードの種類がM進化となっており、カード名の初めにはMと書かれたこれまでにはない仕様となっている。）。

### 拡張パック（XY）
（）内は各商品の略称。
コレクションX・コレクションY（XY1）
拡張パック第1弾。伝説のポケモンゼルネアス、イベルタルをはじめ、カロス地方に登場する新しいポケモンのカードが多数収録されている。はじめてセットで登場したフェアリータイプのポケモンのカードも強化されて収録されている。このパックで初めて強力なメガシンカポケモンのカードも収録されており、それを目当てで買う人もいる。なお、このパックにはURは存在せずシークレットカードはSRのみとなっている。2013年12月13日同時発売。
ワイルドブレイズ（XY2）
拡張パック第2弾。テーマは「メガリザードンX」。前弾同様、メガシンカポケモンやフェアリータイプのポケモンのカードは勿論、2体のメガリザードンを強化する強力なグッズも収録されている。このパックからウルトラレアカードの内容がBWシリーズのとは変更され、再登場している。2014年3月15日発売。
ライジングフィスト（XY3）
拡張パック第3弾。テーマはパックのタイトルの通り「昇る拳」(パックのイラストはメガルカリオだが公式で、「昇る拳」がテーマと発表されているのでこのようになっている。）。収録カードは主に、昇る拳の名の通り闘タイプのポケモンのカードが多く収録されている。闘タイプのポケモン以外にも、当時強力だった旧シリーズのフリーザー、サンダー、ファイヤーのポケパワー「でんせつのひしょう」と同じ特性を持つカイリューEXや、ワザが成功すると次の相手の番に相手はグッズを使う事が出来なくなるワザを持つガマゲロゲEXなど発売当時の環境でトップクラスの実力を持つポケモンのカードも登場している。このパックから付けるには条件があるが、特殊悪・鋼エネルギーのような基本エネルギーの強化版らしきエネルギーも登場した（闘タイプポケモンにしか付けられず付いていると相手ポケモンに与えられるダメージが+20になる「ストロングエネルギー」と、草タイプポケモンにしか付けられず付けた時HPが20回復する「ハーブエネルギー」の２つ。）。2014年6月14日発売。
ファントムゲート（XY4）
拡張パック第4弾。テーマは「メガゲンガー」。公式かどうかは不明だが、Vジャンプではこのパック名のことを「幻想の門（英語で言うとファントムゲート）」と表記している。収録カードはこれまで唯一相手の場のポケモンの技も使えたミュウとほぼ同じワザを持つ、MゲンガーEXや攻撃をしながら味方ベンチポケモンを育てる事が可能なメガライボルトEXなど強力なポケモンのカードが収録されている他、この弾で初登場となる自分のポケモンに付けておくとM進化しても自分の番が終わらない「ソウルリンク」カードや、基本的に相手を妨害するフレア団ギア（ハイパーギア）といった2種類のグッズカードも登場している。他にも、超タイプのポケモンにのみ付ける事ができ 超タイプのポケモンに付いているとにげる為に必要なエネルギーが2つ少なくなる超エネルギーの強化版エネルギーであるミステリーエネルギーも登場した。また、「フラダリの奥の手」という殿堂レギュレーションでも禁止カードに指定されているカードが登場したのもこの弾であった。効果はお互いのプレイヤーはトラッシュにあるフラダリの奥の手以外のカードを山札に戻すものである。本来は、よるのこうしんデッキのメタカードであるはずだった。しかし、デッキを回してからフラダリの奥の手を使い更にデッキ回して時間を稼ぎ時間切れによる判定勝ち（後に対策として時間切れの場合、両者敗北になるようルール改正）を狙うなどの想定外のコンボや戦術を生み出したり、戦術の一つであるLO（山札切れ）に関しても完全に否定させるものであった。そのため、発売から1年も経たずに全てのレギュレーションで禁止カードに指定された。2014年9月13日発売。
ガイアボルケーノ・タイダルストーム（XY5）
拡張パック第5弾。テーマは『ガイアボルケーノ』が「ゲンシグラードン」、『タイダルストーム』が「ゲンシカイオーガ」。収録カードはこのパックの主役とも言える、グラードン・カイオーガやメガボスゴドラ、メガサーナイトなど、ホウエン地方のポケモンが数多く収録されている。更に4つの古代能力というこれまでにない新たな能力をもったポケモンも登場した。他にも、フェアリータイプのポケモンにのみ付ける事ができ このエネルギーを付けているフェアリータイプのポケモンは相手のワザの効果を受けないフェアリーエネルギーの強化版であるワンダーエネルギーと特殊鋼エネルギーの下位互換であるシールドエネルギーと言うカードも登場した。このパックからURとSRの収録カードが変更された。2014年12月13日同時発売。このパックから全国のポケモンカードジムにて対象の商品を特定の数購入するともれなくカードやデッキシールドなどの周辺グッズが貰えるようになった。このパックではガイアボルケーノもしくは、タイダルストームのどちらか2箱、又は両方を1箱購入する毎にメガサーナイトのデッキシールド（32枚1セット）が貰えた。
エメラルドブレイク（XY6）
拡張パック第6弾。テーマは「メガレックウザ」。収録カードは闘タイプの抵抗力を持つポケモン、すなわちゲーム版で言うひこうタイプのポケモンのカードがこれまでのパックの中でも群を抜いて沢山収録されている。他にも、ドラゴンタイプのポケモンにのみ付ける事ができ、付けている時には全てのタイプのエネルギー2つ分となる新たな特殊エネルギー「ダブルドラゴンエネルギー」や、お互いのプレイヤーがベンチにポケモンのカードを置ける枚数が8枚となるこれまでのルールを覆すようなカード「スカイフィールド」やあまりに効果の汎用性が高い為、プレイヤー達の口コミで殿堂カード級と言われているこのパックの目玉カードとも言えるシェイミEX（後にエクストラでは禁止カード指定、殿堂レギュでも殿堂ポイント指定された。）など強力かつ使いやすいカードも多数収録されている。勿論ひこうタイプ以外のポケモンやトレーナーズも収録されている。更にこの弾から新たに2つの古代能力も登場した（相手のポケモンをきぜつさせた時、1枚多くサイドをとれるΔプラスと場に出したばかりのポケモンや対戦の最初の番にも進化出来るΔ進化の2つ）。2015年3月14日発売。前回のパックに引き続き、このパックでも全国のポケモンカードジムでカード購入キャンペーンが行われた。今回はこのパックを2箱購入する毎にダイゴのSR仕様のカードが1枚貰えた。
バンデットリング（XY7）
拡張パック第7弾。テーマは「フーパ」。フーパEXを含むポケモンEXのカードが多数収録されている。このパックから、BWシリーズで人気だった色違いのポケモンのウルトラレアカードが装いを新たに登場した。更に、このパックは公式で初めてウルトラレアカードの存在を明かしたパックでもある。（ゲンシカイオーガ、ゲンシグラードン、メガレックウザの色違い・新たな古代能力「Θマックス」を持った計3体が公開された。なお、今回も公式で非公開のウルトラレアカードも存在する。） 色違いのウルトラレアカードの他にも、新しい古代能力が登場した。(相手ポケモンの特性の効果を受けない「Θストップ」とポケモンのどうぐを2つまで付けられる「Θダブル」 そして、進化した時にHPを全回復する上記でも言っている「Θマックス」の3つの能力が登場した。）2015年6月20日発売。このパックも購入キャンペーンを現在行っている。今回も全国のポケモンカードジムで行われ、このパックを1箱購入する毎にセレビィのこのキャンペーン限定のカードが貰える。

### 拡張パック（XY BREAK）
（）内は各商品の略称。
赤い閃光・青い衝撃（XY8）
拡張パック第8弾。テーマは『赤い閃光』が「メガミュウツーY」、『青い衝撃』が「メガミュウツーX」。2015年9月26日同時発売。
破天の怒り（XY9）
拡張パック第9弾。テーマは「色違いのメガギャラドス」。2015年12月11日発売。
目覚める超王（XY10）
拡張パック第10弾。テーマは「メガフーディン」。2016年3月18日発売。
爆熱の闘士・冷酷の反逆者（XY11）
拡張パック第11弾。テーマは『爆熱の闘士』が「ボルケニオン」、『冷酷の反逆者』が「色違いのメガサーナイト」。2016年6月17日同時発売。

### コンセプトパック（XY）
マグマ団VSアクア団 ダブルクライシス（CP1）
コンセプトパック第1弾。テーマは「マグマ団・アクア団」。登場するポケモンのカードはすべてマグマ団・アクア団のポケモンとなっている他、これらのポケモンをサポートするのに特化した専用のトレーナーズおよび特殊エネルギーのカードも収録されている。2015年1月30日発売。
伝説キラコレクション（CP2）
コンセプトパック第2弾。2015年7月18日発売。

### コンセプトパック（XY BRAEK）
ポケキュンコレクション（CP3）
コンセプトパック第3弾。2016年1月29日発売。
プレミアムチャンピオンパック「EX×M×BREAK」（CP4）
コンセプトパック第4弾。2016年4月16日発売。
幻・伝説ドリームキラコレクション（CP5）
コンセプトパック第5弾。2016年7月16日発売。
ポケットモンスターカードゲーム 拡張パック 20th Anniversary（CP6）
コンセプトパック第6弾。2016年9月16日発売。

### 構築済みデッキ（XY）
「はじめてセット」シリーズ
BWシリーズと同様これからポケモンカードゲームを始めようという人をターゲットにしている、初心者向けのタイトルである。
はじめてセット/はじめてセット for ガール（HXY）
ブリガロン、マフォクシー、ゲッコウガをそれぞれメインとしたハーフデッキ3組および、ダメカン、プレイマット、ガイドブック、ルールブック、ニャースが出演する解説DVDがセットになったスターターパック。「for ガール」は一部の収録カードと付属品のデザインが異なる。2013年11月8日同時発売。
はじめてセットDX/はじめてセットDX for ガール（HXY）には、さらにデッキケース、デッキシールド、ミニノート、シールが加わり、トランク型のケースに入っている。「for ガール」は一部の仕様が異なる。2013年11月15日同時発売。
〇〇デッキ30
BWシリーズと同様に 特定のポケモンを主体とした、構築済みハーフデッキ。基本的に拡張パックのカードを組み合わせる事によりさらなる力を発揮する事ができる。現在発売中なのは、2014年1月31日同時発売のゼルネアスデッキ30(X30)とイベルタルデッキ30(Y30)の2種類。なお、ゼルネアスデッキ30とイベルタルデッキ30にはスペシャルカードちからのハチマキや特性プレイマットなどが追加で封入されたポケモンカードゲームXYファミ通ナビBOOKも存在する（こちらも2014年1月31日同時発売）。
メガバトルデッキ60M リザードンEX（XYA）
メガリザードンYEXを主体とした構築済みスタンダードデッキ1組とコイン・ダメカン・プレイマット・ガイドブックがセットになったスターターパック。「プラターヌ博士」「ハイパーボール」「ともだちてちょう」など再録を含めて強力なカードが多く収録されており、それを目当てで買う人もいる。2014年3月15日発売。
ハイパーメタルチェーンデッキ60 ディアルガEX+ギルガルドEX（XYB）
ディアルガEXとギルガルドEXを主体とした構築済みスタンダードデッキ1組のセット（上記のデッキのようにコインやダメカン、プレイマットなどは付属しないのでそれが欲しいのならばその部分には注意が必要。）。このデッキに収録されている特性メタルチェーンを持つドータクンとディアルガEX・ギルガルドEXの組み合わせが非常に強力な為、初心者でもすぐに強いプレイヤーに追いつける仕様となっている。このデッキからまれにシークレットカードが封入されている事がある（その為、このデッキを販売している玩具屋などでは品切れが殺到している）。2014年9月13日発売。なお、このデッキにもゼルネアスデッキ30・イベルタルデッキ30のようにポケモンカードゲームXYファミ通ナビBOOKも存在する。（こちらはダメカン、プレイマット、プレイヤーズガイド、スペシャルキラカードデデンネが付属されている。こちらも2014年9月13日発売。）
メガバトルデッキ60M レックウザEX（XYD）
メガレックウザを主体とした構築済みスタンダードデッキ1組とコイン・ダメカン・プレイマット・ガイドブックがセットになったスターターパック。このデッキではこのデッキの他では現在では既に終了したキャンペーンでしか入手出来ないレックウザソウルリンクが収録されている為、このデッキに収録されているレックウザ以外のレックウザデッキを作ろうと思っているユーザーにも人気が出ている。2015年3月14日発売。過去に全国のポケモンセンターにてこのデッキを購入すると1箱につき1枚、もれなくちからのハチマキのラミ仕様のカードが貰えるキャンペーンが実施された。
対戦スタートデッキ30「エンブオーEX VS トゲキッスEX」（XYE）
エンブオーEXとトゲキッスEX、それぞれを主体とした構築済みハーフデッキ2組とコイン・ダメカン・プレイマット・ガイドブックがセットになったスターターパック。2015年7月18日発売。

### 構築済みデッキ（XY BREAK）
BREAKコンボデッキ60「ゴルダックBREAK+パルキアEX」（XYF）
ゴルダックBREAKとパルキアEXを主体とした構築済みスタンダードデッキとコイン・ダメカン・プレイマット・ガイドブックがセットになったスターターパック。2015年10月9日発売。
メガバトルデッキ60「メガタブンネEX」（XYG）
メガタブンネEXを主体とした構築済みスタンダードデッキとコイン・ダメカン・プレイマット・ガイドブックがセットになったスターターパック。2016年3月18日発売。
パーフェクトバトルデッキ60「ジガルデEX」（XYH）
ジガルデEXを主体とした構築済みスタンダードデッキとコイン・ダメカン・プレイマット・ガイドブックがセットになったスターターパック。2016年3月18日発売。

### その他（XY）
ミニファイルセットゼルネアス・イベルタル
拡張パック2パックと、やや小さめの限定カードファイルがセットになったもの。ゼルネアスはコレクションXが、イベルタルはコレクションYがそれぞれ収録されている。2013年12月13日発売。
メガパック「リザードンメガバトル」
ポケモンカードゲームのイベント「リザードンメガバトル」の開催に合わせて発売されたパック。このパックはパックの中に拡張パック6パック（コレクションX、コレクションY、ワイルドブレイズ各2パック）とスペシャルキラカード1枚（3種類の中からランダム封入）とB2サイズのメガBIGなポスター1枚と、沢山のものが封入されている為 通常の拡張パックの4倍の大きさを誇る。2014年4月19日発売。
メガルカリオBOX 闘
拡張パックライジングフィスト8パックとオリジナルキラカードルチャブルEXが1枚とプレイヤーズガイド1冊、闘タイプポケモンのデッキ構築に必要となってくると考えられるカード12枚が入ったストレージボックス。2014年6月14日発売。
スーパーレジェンドセット60「ゼルネアスEX・イベルタルEX」（XYC）
ゼルネアスEXとイベルタルEXを主体とした構築済みスタンダードデッキ1組とデッキケース、デッキシールド、プレイマット、裏面がプレイヤーズガイドとなっているスペシャルポスター、ポケモンコイン、ダメカン・マーカーがセットになったもの。さらにこのセットでは初登場のプレミアムマーカーや一番の目玉とも言えるゼルネアスEXとイベルタルEXの特別なカードが2枚ずつ封入されている。（1枚は拡張パック コレクションX・コレクションYに収録されていたプレミアムキラカード、もう1枚は海外版ポケモンカードゲームのあるセットにて収録されていた日本初上陸のスペシャルイラストのカード。）2014年11月14日発売。
スペシャルパック 銀のMメタグロスEX
拡張パックガイアボルケーノとタイダルストームが各3パック、合計6パックと特典カード3枚（初登場の銀色のメタグロスEXとMメタグロスEX。付属の拡張パックから初登場となる古代能力Ωバリアを持つアチャモ）がセットになったパック。2014年12月13日発売。
メガパック「レックウザメガバトル」
ポケモンカードゲームのイベント「レックウザメガバトル」の開催に合わせて発売されたパック。このパックはパックの中に拡張パック6パック（ガイアボルケーノ、タイダルストーム、エメラルドブレイク各2パック）とスペシャルキラカード1枚（バシャーモEX）とB2サイズのメガBIGなポスター1枚と、沢山のものが封入されている為 通常の拡張パックの4倍の大きさを誇る。レックウザメガバトルに持っていくとMバシャーモEXのプロモーションカードと引き換えられる引換券も付いていた。なお、このパックに封入されているガイアボルケーノとタイダルストームにはポケモンスクラップは封入されていない。
ハイクラスパック「THE BEST OF XY」
一部の人気カードが再録されたパック。2017年4月21日発売。

## ポケモンカードゲーム サン&ムーン
ゲーム版『サン・ムーン』の発売に合わせて登場したシリーズ。このシリーズでは「ポケモンGX」（-ジーエックス）のカードが初登場している。「ポケモンGX」は対戦中に1回だけ使うことができる強力なワザ「GXワザ」を持っており、ゲーム版に登場する「Zワザ」を再現したものである。本シリーズからSRとURの間にカード全体が虹色に輝いているHR(ハイパーレア)が追加された(SMシリーズではポケモンのみ、Sシリーズではサポートも対象になった、SVシリーズでは廃止)。

### 拡張パック（SM）
（）内は各商品の略称。
コレクション サン・コレクション ムーン（SM1）
拡張パック第1弾。伝説のポケモンソルガレオGX、ルナアーラGXをはじめ、アローラ地方に登場する新しいポケモンのカードが多数収録されている。2016年12月9日同時発売。
キミを待つ島々・アローラの月光（SM2）
拡張パック第2弾。ルガルガンGXやカプ・コケコGXなど、第1弾には登場しなかったアローラ地方に登場する新しいポケモンが収録されている。2017年3月17日同時発売。
闘う虹を見たか・光を喰らう闇（SM3）
拡張パック第3弾。『劇場版ポケットモンスター キミにきめた!』に登場するホウオウGXやマーシャドー、カード版では初登場となるネクロズマGXなどのポケモンが収録されている。2017年6月16日同時発売。
覚醒の勇者・超次元の暴獣(SM4S/SM4A)
拡張パック第4弾。覚醒の勇者ではシルヴァディGXなどが、超次元の暴獣ではアクジキングGXなどが登場する。本弾より新メカニズムとして「ウルトラビースト」が登場。ウルトラビーストのGXワザ名の枠は赤枠になっている(通常のポケモンは青枠)。マッシブーンGXは2017~18年当時の環境の覇権を握っていた。2017年9月15日同時発売。
ウルトラサン・ウルトラムーン(SM5S/SM5M)
拡張パック第5弾。ネクロズマの吸収合体形態である「ネクロズマ たそがれのたてがみGX」「ネクロズマ あかつきのつばさGX」などが登場する。また、シンオウ地方に登場するポケモンやトレーナーも多数登場する。本弾より「プリズムスター」が登場(レアリティはPR)。同名のプリズムスターは1枚しか入れられない上、トラッシュに移動する時、代わりに回収不可のロストゾーンに置かれる。その分、従来のカードより強力なカードパワーを持つ。2017年12月8日同時発売。
禁断の光 (SM6)
拡張パック第6弾。ネクロズマの最終形態である、ウルトラネクロズマGXなどが登場する。また、カロス地方に登場するポケモンやトレーナーも多数登場する。2018年3月2日発売。
裂空のカリスマ（SM7）
拡張パック第7弾。パッケージモンスターであるレックウザGXや、ツンデツンデGX、チルタリスGX、バシャーモGXなどが収録されている。1BOX（30パック）に1枚SR以上確定封入。1BOX購入特典でジュカイン（228/SM-P）のプロモーションカードが貰えるキャンペーンが開催された。2018年6月1日発売。
超爆インパクト(SM8)
拡張パック第8弾。本弾から前述のプリズムスターで部分的に復活した「ロストゾーン」がLEGENDシリーズ以来、完全復活した。パッケージポケモンはこの年公開された劇場版「みんなの物語」でも登場するルギアGXである。2018年9月7日発売。
タッグボルト(SM9)
拡張パック第9弾。本弾からTAG TEAMが登場。倒されると相手にサイドを3枚取られるルールを持った初めてのカード。その分、従来のGXよりも強力である。本弾ではTAG TEAMお披露目パックということもあり、GXカードは全てTAG TEAMである。ピカチュウ＆ゼクロムGX、イーブイ＆カビゴンGX、ゲンガー＆ミミッキュGXなどが収録。プリズムスターは登場しなくなった代わりにトレーナーズの絵柄違いのTR(トレーナーズレア)が登場した。更にこの弾より、SRのカードが同じポケモンに2種類当てられる場合があり、一方は従来通りのSRだが、もう一方は通称スペシャルアート(略称SA)となっている。この弾からしばらくはポケットモンスターLet's GOの舞台であるカントー地方出身のトレーナーのサポートが多い傾向にある。2018年12月7日発売。
ダブルブレイズ(SM10)
拡張パック第10弾。パッケージポケモンであるレシラム＆リザードンGX、ベトベトン＆アローラベトベトンGX、ドンカラスGXなどが収録。2019年3月1日発売。
ミラクルツイン(SM11)
拡張パック第11弾にして令和初のポケカ拡張パック。全てのポケモンGXのワザが使えるミュウツー＆ミュウGXが登場。他にはTAG TEAMメタカードのラティオスGXも登場する。2019年5月31日発売。
オルタージェネシス（SM12）
拡張パック第12弾。パッケージモンスターであるアルセウス&ディアルガ& パルキアGXや、メガミミロップ& プリンGX、アーゴヨンGX&アクジキングGXなどが収録されている。また、この拡張パックでは史上最速の発売後28日でエクストラ禁止カードに指定された「しまめぐりのあかし」が登場した。このカードはGXまたは大文字EXに付けることで最大HPを100減らす代わりに、相手のワザのダメージで気絶された時に取られるサイドを1枚減らす効果である。エクストラレギュレーションではジラーチEXというHP90のEXカードがあった。このジラーチEXに付けた場合、気絶して、自滅なので取られるサイドが減る効果は発動せず、2枚取られる形になる。しかし、このジラーチEXが持っている特性「ほしのみちびき」は、場に出した時に、山札からサポートをサーチする効果であり便利だったのと、当時の環境には、サポートをこのカードを含めて1ターンに3枚使えるようにするマチスの作戦や、強力なハンデスカードが多数存在し、発売直後に開催されたチャンピオンズリーグのエクストラ部門でこのギミックを使ったデッキが上位独占。結果、ハンデス系カードやその関連パーツのカードが一斉に禁止カード指定されるという緊急事態に陥った。もちろん「しまめぐりのあかし」もハンデスの関連パーツとして禁止裁定を喰らった。この件の反省か、以降のカードはHPが減る効果や特性などの効果で自傷ダメージを受ける効果には、気絶する場合は使えないという文言が記載されているものが多くなった。1BOX（30パック）購入特典でアローラキュウコン（389/SM-P）のプロモーションカードが貰えるキャンペーンが開催された。2019年9月6日発売。

### 強化拡張パック（SM）
サン&ムーン（SM1+）
拡張パック第1弾で収録されていた一部のカードに加え、新たにニンフィアGX、ドヒドイデGX、ジジーロンGXなどが収録されている。1パックにキラカード5枚入りで、うち1枚が基本エネルギーカードとなっている。2017年1月27日発売。
新たなる試練の向こう（SM2+）
拡張パック第2弾で収録されていた一部のカードに加え、新たにカイリキーGX、ダークライGX、カプ・レヒレGXなどが収録されている。1パックにキラカード5枚入りで、うち1枚が基本エネルギーカードとなっている。1BOX（20パック）購入でライチ（053/SM-P）のプロモーションカードが貰えるキャンペーンが開催された。2017年4月21日発売。
ひかる伝説 (SM3+)
旧裏時代のneo★シリーズにも収録されていた「ひかるポケモン」が収録されている。1パック6枚入りで内1枚はキラカードである。「劇場版ポケットモンスター キミにきめた！」公開日と同日の2017年7月15日発売。
ウルトラフォース（SM5+）
アーゴヨンGXを筆頭に、ネクロズマ（あかつきのつばさ）GXやウツロイドGXなど、多くのウルトラビーストが収録されている。1パックにキラカード5枚入りで、うち1枚が基本エネルギーカードとなっている。1BOX（20パック）に1枚SR以上確定封入。 2018年1月19日発売。
ドラゴンストーム(SM6a)
この弾からの強化拡張パックでは特定のタイプに特化したカードが多く出る。今回は炎、水、ドラゴンタイプのカードを収録。収録カードはカイリューGX、レシラムGX、キングドラGXなど。2018年4月6日発売。
チャンピオンロード(SM6b)
これまでのポケカ環境で活躍したカードのリメイクと言える性能のカードが多数登場する。ハッサムGX、マルマインGXなどを収録。また、本弾に収録されているトレーナーズ及び特殊エネルギーは全て過去シリーズからの再録で、そのカードが初登場したときのデザインを再現している。2018年5月3日発売。
迅雷スパーク(SM7a)
2018年公開の劇場版「みんなの物語」で登場する幻のポケモン、ゼラオラGXなどが登場する。2018年7月6日発売。
フェアリーライズ(SM7b)
特定のタイプに特化したカードが登場する強化拡張パック第2弾。今回は草、超、フェアリータイプのカードを収録。収録カードはアローラキュウコンGX、シンボラーGX、ジュカインGXなど。2018年8月3日発売。
ダークオーダー(SM8a)
特定のタイプに特化したカードが登場する強化拡張パック第3弾。今回は雷、悪、鋼タイプのカードを収録。収録カードはガオガエンGX、デンリュウGX、コバルオンGXなど。2018年10月5日発売。
ナイトユニゾン（SM9a）
パッケージモンスターであるゲッコウガ& ゾロアークGX、サーナイト& ニンフィアGX、デデンネGXやモルフォンGXなどが収録されている。1BOX（30パック）にSR以上1枚確定封入。1BOX購入特典でクワガノン（309/SM-P）のプロモーションカードが貰えるキャンペーンが開催された。2019年1月11日発売。
フルメタルウォール（SM9b）
パッケージモンスターであるルカリオ& メルメタルGX、フェローチェ& マッシブーンGX、カメックスGXやテッカグヤGXなどが収録されている。この弾で史上初にして2025年6月現在唯一の特殊敗北のテキストがあるカードが登場した。1BOX（30パック）にSR以上1枚確定封入。1BOX購入特典でツンデツンデ（311/SM-P）のプロモーションカードが貰えるキャンペーンが開催された。2019年2月1日発売。
ジージーエンド(SM10a)
パッケージポケモンであるガブリアス＆ギラティナGX、ライチュウ＆アローラライチュウGX、ヒードランGXなどが登場する。2019年4月5日発売。
スカイレジェンド(SM10b)
平成最後に発売されたポケカ拡張パック。TAG TEAMでは初めて3種類のポケモンが絵ががれたファイヤー＆サンダー＆フリーザーGXがパッケージポケモン。他にはモクロー＆アローラナッシーGX、ケルディオGXなどが収録。2019年4月26日発売。
リミックスバウト（SM11a）
フシギバナ& ツタージャGX、リザードン& テールナーGX、カメックス&ポッチャマGXの3種類のTAG TEAM GXが収録されている。1BOX（30パック）購入特典でヨノワール（372/SM-P）のプロモーションカードが貰えるキャンペーンが開催された。2019年7月5日発売。
また「リミックスバウト」の発売に伴い、イベント｢ミュウツーHR争奪戦｣が開催され、上位者には世界で300枚のミュウツーのHRカードが配布された。
ドリームリーグ（SM11b）
パッケージモンスターであるソルガレオ& ルナアーラGX、レシラム& ゼクロムGX、ラフレシアGXやシルヴァディGXなどが収録されている。｢ポケモンとトレーナーの新たな力！｣をキャッチコピーとし、多くのサポートカードが収録。また、CHR（キャラクターレア）という、ポケモンとトレーナーが一緒に描かれたイラスト仕様のカードを12種類収録。1BOX（30パック）購入特典でピッピ（381/SM-P）のプロモーションカードが貰えるキャンペーンが開催された。2019年8月2日発売。

### ハイクラスパック（SM）
GXバトルブースト (SM4+)
1パックに1枚必ずGXが入っている。また、ノーマルカードも全てミラー仕様になっている。このパックに収録されているリーリエSRは通称「がんばリーリエ」としてポケカバブル期を象徴するようなレアカードで有名である。1パック7枚入り。2017年10月20日発売。
GXウルトラシャイニー(SM8b)
1パックに1枚必ずGXが入っている。また、色違いポケモン(非GXの場合はレアリティS)も登場する。本弾では色違いのポケモンGXであるSSR(スーパースペシャルレア)が1箱に1枚必ず入っている。それとは別枠でサポートのSRも2箱に1枚の確率で入っている。2018年11月2日発売。
TAG TEAM GX タッグオールスターズ（SM12a）
数々の公式大会で使用されたピカチュウ& ゼクロムGX、レシラム& リザードンGX、ミュウツー& ミュウGXなどが再収録されている。プリズムスター やトレーナーズのカードも多数再収録。 新規イラストで描かれたSRや新規カードも収録。TAG TEAM GXを含むポケモンGXのカードが1パックに1枚確定封入。1パック11枚入り。1BOXに1枚、SRのカードと基本エネルギーカードのSRが1枚ずつ確定封入。
再収録のカードについては、2017年12月8日から2019年5月31日までに発売された商品からセレクトされている。2019年10月4日発売。

### その他の拡張パック(SM)
ムービースペシャルパック「名探偵ピカチュウ」
この年公開された「劇場版 名探偵ピカチュウ」のグラフィックをモチーフにしたカードが登場する。SRはヨシダ馨部長のみでHR以上はない。2019年4月26日発売。

### 構築済みデッキ（SM）
スターターセット草 ジュナイパーGX (SMA)
ジュナイパーGXを主体としたランダム60枚デッキとコイン・ダメカン・GXマーカー・プレイマットなどがセットになったスターターパック。2016年12月9日発売。
スターターセット炎 ガオガエンGX (SMA)
ガオガエンGXを主体としたランダム60枚デッキとコイン・ダメカン・GXマーカー・プレイマットなどがセットになったスターターパック。2016年12月9日発売。
スターターセット水 アシレーヌGX (SMA)
アシレーヌGXを主体としたランダム60枚デッキとコイン・ダメカン・GXマーカー・プレイマットなどがセットになったスターターパック。2016年12月9日発売。
スターターセット改造 カプ・ブルルGX(SMC)
カプ・ブルルGXを主体とした60枚デッキとコイン・ダメカン・GXマーカー・プレイマットなどがセットになったスターターパック。2017年3月17日発売。
30枚デッキ対戦セット「サトシVSロケット団」(SMD)
アニメ版『サン&ムーン』に登場するサトシとロケット団それぞれのポケモンを主体とした、2つの30枚デッキのセット。なお、公式から30枚の構築済みデッキが発売されたのはこれが最後であり、2018年末からの急激なカードパワーのインフレによりサイド3枚スタートのハーフデッキルールでは一瞬で決着が付くことがほとんどになってしまい、結果的にハーフデッキルールは本来、初心者向けのルールだったはずが急激に殺伐とした環境になってしまい、結局ソード＆シールド開始時には廃れてしまった。2017年4月21日発売。
スターターセット伝説　ソルガレオGX ルナアーラGX(SME)
ソルガレオGXとルナアーラGXを主体とした60枚デッキとコイン・ダメカン・GXマーカー・プレイマットがセットになったスターターパック。このセットで初登場した「シロナ」のカードは当時のガチ対戦では必須級のカードで、直後に発売された拡張パックにも収録されたものの、第一次ポケカバブルにより供給量が追いつかず、ノンキラカードにも関わらずシングルの販売価格が1枚3000円したこともある。このカードは基本的に4枚入れるカードなので2018年当時のポケカプレイヤーにとっては相当の負担になった。2017年11月10日発売。
GXスタートデッキ(SMH)
ポケモンカードゲームでは初めてとなる60枚デッキ500円販売のスターターセット。「草 ラランテス」「炎 リザードン」「水 ラプラス」「雷 ライチュウ」「超 ミュウツー」「闘 ルガルガン」「悪 イベルタル」「鋼 メタグロス」「フェアリー ゼルネアス」の9種類のデッキが販売された。本スタートデッキに収録されているカードは全て過去に発売された拡張パックからの再録で、カードもGX含めて全てノーマルカード(ノンキラ)となっている。付属品のダメカンも通常のスターターセットに付属するものよりも厚さが薄いものになっている。付属品はダメカン、GXマーカー、対戦早見表のみであり、ポケモンコインやプレイマットは付属しない(キャンペーンでは配布されていた)。詳細なルールはホームページで確認することになる。2018年7月13日9種同時発売。
スターターセット 「炎のブースターGX」「水のシャワーズGX」「雷のサンダースGX」(SMI)
ポケモン赤緑で登場したイーブイの進化系であるブースター、シャワーズ、サンダースを主軸にしたスターターセット。進化系のGXカード2枚に加え、GXなのに進化できる上、進化時にHPを全回復できる特性「かくせいDNA」を持ったイーブイGXを1枚収録。このスターターセットでは、第一次ポケカバブルで需要が高まった「シロナ」を4枚、「グズマ」を2枚収録。その後に発売された構築済みデッキやカードセットにも万全な枚数で再録されたおかげでこれらのカードのシングル価格は300円台までに落ち着いた。デッキの他にはコイン・ダメカン・GXマーカー・プレイマットが付属する。2018年11月23日3種同時発売。
トレーナーバトルデッキ 「ニビシティジムのタケシ」「ハナダシティジムのカスミ」(SMK)
初期シリーズのポケモンカードジムを彷彿とさせる構築済みデッキセット(〇〇のポケモンではない)。タケシセットにはイワークGXが、カスミセットにはスターミーGXがそれぞれ2枚入っている。また、本商品オリジナルのキラカードのトレーナーズ「タケシのトレーニング」「カスミの水さばき」をそれぞれ収録。更に、GXカードと組み合わせて使うジムのスタジアムもある。デッキの他には、コイン・ダメカン・GXマーカー・プレイマット・デッキシールド・デッキケース・カードボックスが付属する。2019年1月25日、ポケモンセンター限定で同時発売。
ファミリーポケモンカードゲーム(SML)
ライチュウGX、リザードンGX、ミュウツーGXを主軸にした3つのデッキが収録されている家族向けのセット。他にも、コイン・ダメカン・GXマーカー・プレイマットなどがセットになっている。2019年3月15日発売。
スターターセット TAG TEAM「エーフィ＆デオキシスGX」「ブラッキー＆ダークライGX」(SMM)
TAG TEAMがテーマのスターターセット。GXカードが3種5枚も入っている。特にカプ・テテフGXは一時期シングル価格が6000円にもなったことがある代物で、再録はかなりありがたいものであった。シリーズ末期のスターターセットということもあり他のカードも満足できる内容になっている。デッキの他には、コイン・ダメカン・GXマーカー・プレイマットが付属する。2019年5月31日同時発売。

### その他(SM)
ピカチュウと新しい仲間たち
ピカチュウとアローラ御三家のキラカードがセットになった商品。2016年11月18日発売。
スペシャルセット
コンビニとポケモンセンター（一部はTSUTAYA）限定発売。拡張パックが2パックとプロモカードがセットになった商品。発売時期によって拡張パックの種類や付属プロモカードが変わる。
プレミアムトレーナーボックス(SMB)
基本的にはこれまで発売された「マスターデッキビルドBOX」の後継商品である。違いとしては、拡張パックが入っていること（本商品には「コレクション サン」「コレクション ムーン」が各10パック）、汎用カード枠が少し減ったこと、プレミアム仕様のサプライが入っていること(コイン・アクリルダメカン・プレミアムマーカー・デッキシールド)である。2016年12月9日発売。
トイザらス限定　GXスターターセット(SMA)
トイザらス限定販売。GXスターターセット3種（改造は入っていない）とプロモキラカード「ピカチュウ」「ミミッキュ」がセットになった商品。2016年12月9日発売。
スペシャルBOX
スペシャルBOXごとに決められたテーマに沿ったプロモカード、デッキシールド、デッキケース、コイン、カードボックス、拡張パックがセットになった商品（拡張パックは発売時期によって変わる、セットによっては付属されないサプライもある）。SMシリーズでは2016年12月17日発売の「団員ごっこピカチュウ」を皮切りに、2018年11月9日発売の「ポケモンセンターヨコハマ」まで6種類が展開された。
スペシャルジャンボカードパック
ジャンボカード（公式大会では使用不可）、通常サイズのプロモカード（公式大会でも使用可）、拡張パック6パックがセットになった商品。SMシリーズで劇場版（後述）以外のものでは「ホウオウGX」「ゼラオラGX」「ミュウツー＆ミュウGX」の3種類が展開された。
スターターセット伝説プレミアムエディション(SME)
「スターターセット伝説ソルガレオGX&ルナアーラGX」と拡張パック第1弾~第3弾計6種各1パックとデッキケースがセットになった商品。2017年11月10日発売。
スターターセット伝説トイザらス限定GX対戦スタータースペシャルセット（SME・SMC）
トイザらス限定販売。プロモカード「カプ・テテフ」「カプ・レヒレ」、スターターセット伝説、スターターセット改造、デッキケース2種がセットになった商品。2017年11月10日発売。
プレミアムトレーナーボックス　ウルトラサン・ウルトラムーン(SMF)
拡張パック「ウルトラサン」「ウルトラムーン」各10パックと対戦で必須級のカード29種48枚、基本エネルギーが9種各12枚、カードボックス、コイン、アクリルダメカン、プレミアムマーカー、GXマーカー、デッキシールド(吸収合体ネクロズマ)がセットになった商品。本商品に付属するGXマーカーは赤を基調としたデザイン（通常のものは青を基調にしてる）になっているが、これはウルトラビーストのGXカードも赤を基調にしたデザインになっており、拡張パック第5弾が吸収合体ネクロズマを主体としたものになっているためである。ちなみに、赤GXマーカーが手に入るのはこの商品だけである。2017年12月8日発売。
エネルギーパック
基本エネルギーカードが1色8枚入っているもの。もし、デッキパーツをシングル買いするなどの目的で基本エネルギーカードが足りない場合はこの商品で補うことになる。2017年12月29日9種同時発売。2018年12月7日には新デザインに切り替わり再販。
デッキビルドBOX　ウルトラサン/ウルトラムーン(SMG)
拡張パック計13パックと対戦で必須級のカードが入った商品。前述のプレミアムトレーナーボックスとは異なり、「ウルトラサン」「ウルトラムーン」は別商品になっており、付属する汎用カードも一部異なるため購入の際は注意が必要である。例として、「トレーナーズポスト」はウルトラサン、「バトルコンプレッサー」はウルトラムーンにしか入っていない。2018年2月16日同時発売。
拡張パック　ポケモンセンター限定セット
禁断の光以降、SMシリーズ終了まで通常弾発売の度に発売されていた。拡張パック2箱、デッキシールド、デッキケース、カードケースがセットになった商品。特に、第一次ポケカバブル以降は毎回争奪戦になるほどの代物だった。
スターターセット雷のサンダースGX　デラックスセット(SMI)
「スターターセット雷のサンダースGX」、プロモカード「ブースター」「シャワーズ」、拡張パック「禁断の光」「チャンピオンロード」「裂空のカリスマ」「迅雷スパーク」「超爆インパクト」各1パック、デッキケースがセットになった商品。「炎のブースター」「水のシャワーズ」版は発売されなかった。2018年11月23日発売。
トイザらス限定 イーブイGX対戦 トリプルスターターセット(SMI)
トイザらス限定販売。2018年11月23日発売のスターターセット3種とプロモカード「ピカチュウ」「ファイヤー」「サンダー」「フリーザー」がセットになった商品。2018年11月23日発売。
拡張パック「タッグボルト」発売記念　イオン限定スペシャルパック
イオン限定販売。拡張パック「タッグボルト」3パック、ハイクラスパック「GXウルトラシャイニー」1パック、プロモカード「ピカチュウ」がセットになった商品。2018年12月7日発売。
プレミアムトレーナーボックス　TAG TEAM GX(SMJ)
拡張パック「タッグボルト」20パックと対戦に必須級のカード35種72枚（プレミアムトレーナーボックスでは初めて汎用カードにポケモンが収録された）、基本エネルギーが9種各12枚、カードボックス、アクリルダメカン、プレミアムマーカー、GXマーカー（TAG TEAM仕様）、デッキシールド（TAG TEAMロゴ）がセットになった商品。この商品に付属する「カプ・テテフGX」は本商品限定の描き下ろしデザインになっている。2018年12月7日発売。
メタルセット　メルメタル
プロモカード「メルタン」「メルメタルGX」、強化拡張パック「ナイトユニゾン」6パック、金属製GXマーカー、缶製カードケースがセットになった商品。2019年1月11日発売。
デッキビルドBOX　TAG TEAM GX(SMN)
拡張パック「ダブルブレイズ」10パックと対戦に必須級のカード29種50枚、基本エネルギーが9種各12枚、カードボックスがセットになった商品。特に重要なカード以外は「プレミアムトレーナーボックスTAG TEAM GX」から変わっているためその商品を購入したユーザーでも損しにくい内容になっている。2019年3月1日発売。
「ミュウツーの逆襲 EVOLUTION」特別前売券付きセブン-イレブン限定セット
セブンイレブン限定販売。プロモカード「リザードン」、拡張パック「ミラクルツイン」「リミックスバウト」各4パック、缶製カードケース、「逆襲のミュウツー」シリアルコード付き特別前売券がセットになった商品。2019年4月12日予約開始、2019年7月5日引き渡し開始。
スペシャルジャンボカードパック「名探偵ピカチュウ　リザードンGX　Ver.」
Loppi設置店舗限定販売。ジャンボカード「リザードンGX」、プロモカード「名探偵ピカチュウ」、「ムービースペシャルパック 名探偵ピカチュウ」6パックがセットになった商品。劇場映画前売券とのセットでの販売となるが、別途劇場映画の前売りチケット代金が必要となるため注意。2019年4月26日発売。
スペシャルジャンボカードパック「名探偵ピカチュウ　ミュウツーGX　Ver.」
こちらはイオン・ローソン・TSUTAYAなどでも購入できる。ジャンボカード「ミュウツーGX」、プロモカード「名探偵ピカチュウ」、「ムービースペシャルパック 名探偵ピカチュウ」、強化拡張パック「スカイレジェンド」各3パックがセットになった商品。2019年4月26日発売。
TAG TEAM GX　スターターデラックスセット(SMM)
2019年5月17日発売のスターターセット2種、プロモカード「ミュウ」「メルメタル」、ダブルデッキケース、アクリルダメカン、GXマーカー(TAG TEAM仕様)がセットになった商品。2019年5月17日発売。
エクストラレギュレーションBOX(BW/XY)
「エクストラバトルの日」初開催に向けて最近のシリーズから始めたけど、エクストラレギュレーションで戦いたい。そういう人に向けた商品。エクストラ対戦で必須級のカードが48種93枚、基本エネルギー（XYデザイン）が9種各12枚、デッキシールド、カードボックスがセットになった商品。基本エネルギーカード以外は発売当時でもスタン落ちしているBWまたはXYシリーズのカードなので購入の際は注意が必要である。また、1セットでは十分なカード枚数を揃えられないので2セット購入が推奨される。2019年10月4日発売。ちなみに、2023年以降のエクストラバトルの日では、参加賞などで「エクストラバトルの日プロモパック」が配布され、「バトルコンプレッサー」「バトルサーチャー」などの特に必須なカードはここからでも手に入れることができる。当然、プレイ用カードなのでノンキラな上、エクストラバトルの日ロゴも付いている。2024年には「ポケットモンスターカードゲーム 拡張パック 20th Anniversary」で収録された「カイリューEX」がラインナップされたこともあるが、前述の仕様のため、収録元の「カイリューEX」をコレクション目的でシングル買いする場合は注意が必要である。

## ポケモンカードゲーム ソード&シールド
ゲーム版『ソード・シールド』の発売に合わせて登場したシリーズ。このシリーズでは、「ポケモンV」と「ポケモンVMAX」のカードが初登場した。「ポケモンVMAX」は「ポケモンV」から進化するカードで、ワザやHPが上昇する強力なカードであり、ゲーム版の「ダイマックス」や「キョダイマックス」、「ムゲンダイマックス」のフォルムが元となっている。ポケモンVMAX・VSTAR・VUNION用のレアリティとしてRRR(トリプルレア)がこのシリーズのみ登場した。

### 拡張パック（S）
（）内は商品の略称。
ソード・シールド(S1）
拡張パック第1弾。伝説のポケモンザシアンVやザマゼンタVをはじめとする、ガラル地方に出現するポケモンを多く収録されている。2019年12月6日同時発売。
反逆クラッシュ（S2）
拡張パック第2弾。ストリンダーVやワタシラガVなどの新規カードを収録し、V進化カードではダイマックス化したポケモンも収録されている。2020年3月6日発売。
ムゲンゾーン（S3）
拡張パック第3弾。ガラル地方の第3の伝説のポケモンとしてムゲンダイナVを収録されている。1BOX購入特典でミニカードボックスとプロモカードパックが貰えるキャンペーンが実施された。2020年6月5日発売。
仰天のボルテッカー(S4)
拡張パック第4弾。ピカチュウVMAXやイオルブVMAXなどが登場する。また、サポートカードとのコンボワザやクセの強いギミックを持ったポケモンも登場する。6パック購入ごとにピカチュウのカードが必ず入っているプロモカードパックが貰えるキャンペーンも開催された。2020年9月18日発売。
連撃マスター・一撃マスター（S5）
拡張パック第5弾。強さを追求した「いちげき」を冠するカードと、自由自在な技を繰り出す「れんげき」を冠するカードが登場した。ソード・シールドのDLC第1弾「鎧の孤島」で登場するウーラオスの、2種類の専用技が元となっている。2021年1月22日同時発売。
白銀のランス・漆黒のガイスト(S6）
拡張パック第6弾。ソード・シールドのDLC第2弾「冠の雪原」に登場するバドレックスなどのカードが収録されている。2021年4月23日発売。
摩天パーフェクト・蒼空ストリーム（S7）
拡張パック第7弾。ドラゴンタイプが弱点が無くなり復活した。ジュラルドンVMAXやレックウザVMAXが収録されている。2021年7月29日同時発売。
フュージョンアーツ（S8）
拡張パックだ第8弾。新たなバトルシステム「FUSION」を保有する、ミュウVMAXやフーパVが収録されている。「FUSION」は、バトルポケモンのカードととベンチポケモンのカードがリンクする機能であり、その効果はカードによって異なっている。2021年9月24日発売。
25th ANNIVERSARY COLLECTION(S8a)
ポケモンカードゲーム25周年記念拡張パック。歴代シリーズの伝説のポケモンやピカチュウを中心に収録されている。収録カードの全てに25thロゴが付いている（再録版では付いてない）。初代デザインのピカチュウ(AR仕様)なみのりピカチュウVMAXやそらをとぶピカチュウVMAX、25人のイラストレーターが1体ずつ計25体のピカチュウが描かれたピカチュウVUNIONが収録。SRは博士の研究(オーキド博士)のみでURはあるものの、HRは収録されていない。2021年10月22日発売。1パック5枚入り(内1枚は基本エネルギー)で全てのカードがキラカードである。販売価格は10%税込297円。
また、4パック購入ごとに「プロモカードパック 25th ANNIVERSARY edition」を貰えるキャンペーンも実施された。このプロモカードパックには過去の環境で猛威をふるったカードなど全25種類が収録されているが、このプロモカードパックに収録されているカードは公式大会では使用できないため注意が必要である(25thロゴのない収録元のカードはレギュレーションの範囲内であれば使える)。
スターバース（S9）
拡張パック第9弾。このパックから新たに「VSTAR」カードが追加され、特殊なワザまたは特性（VSTARパワー）を持つアルセウスVSTAR、リザードンVSTAR、シェイミVSTARなどが追加された。2022年1月14日発売。
タイムゲイザー・スペースジャグラー（S10）
拡張パック第10弾。VSTARパワーを持つオリジンディアルガVSTARやオリジンパルキアVSTARが収録されている。その他、ヒスイの姿に変化するポケモンが追加された。2022年4月18日同時発売。
ロストアビス（S11）
拡張パック第11弾。「ロストゾーン」というギミックが復活し、それに伴いロストゾーンの力を持つギラティナVSTARなどが追加された。ロストゾーンの能力を持つポケモンは、カードのフレームに特別なエフェクトがついている。2022年7月15日発売。
パラタイムトリガー（S12）
拡張パック第12弾。パッケージモンスターであるルギアVSTARやアンノーンVSTARが収録されている。1BOX購入特典でプロモカードパック1パックが貰えるキャンペーンが実施された。2022年10月21日発売。

### 強化拡張パック（S）
VMAXライジング（S1a）
強化拡張パック第1弾。新システム「VMAX」を保有する、ゴリランダーVMAX、エースバーンVMAXやインテレオンVMAXが収録されている。2BOX購入でポケモンコイン専用ケースが貰えるキャンペーンが実施された。2020年2月7日発売。
爆炎ウォーカー（S2a）
強化拡張パック第2弾。拡張パック第2弾の一部カードに加え、マルヤクデVMAXやサーナイトVMAXが収録されている。2020年4月24日発売。
伝説の鼓動（S3a）
強化拡張パック第3弾。「アメイジングレア」(レアリティはA)という新しいレアリティが追加された。このカードは、伝説のポケモンや幻のポケモンの、特殊な仕様のキラカードとなっている。そのほかに、ザルードVなどのカードが収録されている。2020年7月10日発売。
双璧のファイター（S5a）
強化拡張パック第4弾。拡張パック第5弾で追加された「いちげき」、「れんげき」のカードが新たに登場した。「いちげき」のカードには、ガラルヤドキングVMAX、「れんげき」のカードにはバシャーモVMAXなどのカードが収録されている。2021年3月19日発売。
イーブイヒーローズ（S6a）
強化拡張パック第5弾。ニンフィアVMAXやリーフィアVMAXなどのイーブイの進化系カードが多く収録されている。2021年5月28日発売。
バトルリージョン（S9a）
強化拡張パック第6弾。ゲーム版『Pokémon LEGENDS アルセウス』の舞台となるヒスイ地方のポケモンが多く収録されている。この弾から「かがやくポケモン」(レアリティはK)が登場するようになった。2022年2月25日発売。
ダークファンタズマ（S10a）
強化拡張パック第7弾。拡張パック第9弾で登場した「VSTARパワー」を持つヒスイゾロアークVSTARや、そのほかにも強力なポケモンVSTARのカードなどが収録される強化拡張パック。2022年5月13日発売。
Pokémon GO（S10b）
強化拡張パック第8弾。スマートフォンアプリ『Pokémon GO』で初登場したメルタンを始めとして、Pokémon GOの世界を描いたカードが収録されている。また、カードにはPokémon GOのロゴが入っている(再録版では付いていない)。4パック購入ごとにプロモカードパックが貰えるキャンペーンが実施された。2022年6月17日発売。
白熱のアルカナ（S11a）
強化拡張パック第9弾。アローラロコンは、進化前では初めてのポケモンVSTARとして登場。他にもジャローダVSTARが収録されている。2022年9月2日発売。

### ハイクラスパック（S）
シャイニースター（S4a）
ポケモンVMAXの色違いポケモンや、アメイジングレアのカードを多く収録している。2020年11月20日発売。
VMAXクライマックス（S8b）
ポケモンとトレーナーが一緒に描かれたCSRやCHRのカードを多く収録している。他にもモルペコV-UNIONなどの強力なカードが収録されている。1パック11枚入りで基本エネルギーカード（キラ）が必ず1枚入っている。2021年12月3日発売。
VSTARユニバース（S12a）
V・VMAX・VSTARのいずれかが必ず封入されている。拡張パック第8弾で登場した「FUSION」の能力を持つミュウVMAXや拡張パック第9弾で登場したアルセウスVSTARなどのカードが再収録されている。2022年12月2日発売。

### 構築済みデッキ（S）
スターターセットV 闘（SA）
レジロックVを主体とする闘タイプで構成された60枚デッキとコイン・ダメカン・マーカー・プレイマットなどがセットになったスターターパック。2019年11月29日発売。
スターターセットV 雷（SA）
カプ・コケコVを主体とする雷タイプで構成された60枚デッキとコイン・ダメカン・マーカー・プレイマットなどがセットになったスターターパック。2019年11月29日発売。
スターターセットV 水（SA）
ケルディオVを主体とする水タイプで構成された60枚デッキとコイン・ダメカン・マーカー・プレイマットなどがセットになったスターターパック。2019年11月29日発売。
スターターセットV 炎（SA）
ビクティニVを主体とする炎タイプで構成された60枚デッキとコイン・ダメカン・マーカー・プレイマットなどがセットになったスターターパック。2019年11月29日発売。
スターターセットV 草（SA）
セレビィVを主体とする草タイプで構成された60枚デッキとコイン・ダメカン・マーカー・プレイマットなどがセットになったスターターパック。2019年11月29日発売。
スターターセットVMAX リザードン（SC）
リザードンVMAXを主体とした60枚デッキとコイン・ダメカン・マーカー・プレイマットなどがセットになったスターターパック。2020年3月27日発売。
スターターセットVMAX オーロンゲ（SC）
オーロンゲVMAXを主体とした60枚デッキとコイン・ダメカン・マーカー・プレイマットなどがセットになったスターターパック。2020年3月27日発売。
Vスタートデッキ（SD）
草・炎・水・雷・超・闘・悪・鋼・無色のタイプ別のスタートデッキ。60枚デッキ・ダメカン・マーカー・シートがセットになっている。2020年7月10日発売。
スターターセットVMAX フシギバナ（SEF）
フシギバナVMAXを主体とした60枚デッキとコイン・ダメカン・マーカー・プレイマットなどがセットになったスターターパック。2020年12月24日発売。
スターターセットVMAX カメックス（SEK）
カメックスVMAXを主体とした60枚デッキとコイン・ダメカン・マーカー・プレイマットなどがセットになったスターターパック。2020年12月24日発売。
ハイクラスデッキ ゲンガーVMAX（SGG）
ゲンガーVMAXを主体とした60枚デッキとコイン・ダメカン・マーカー・プレイマットなどがセットになったスターターパック。なお、収録されているカードは全てキラカードとなっている。2021年5月28日発売。
ハイクラスデッキ インテレオンVMAX（SGI）
インテレオンVMAXを主体とした60枚デッキとコイン・ダメカン・マーカー・プレイマットなどがセットになったスターターパック。なお、収録されているカードは全てキラカードとなっている。2021年5月28日発売。
ファミリーポケモンカードゲーム（SH）
ピカチュウV、エースバーンV、バンギラスVを主体とする３つのデッキが収録された家族向けのセット。他にもコイン・ダメカン・マーカー・プレイマットなどがセットになっている。また、持ち運び可能な「いつでもどこでもファミリーポケモンカードゲーム」も発売された。2021年7月9日発売。
スペシャルデッキセット ザシアン・ザマゼンタ vs ムゲンダイナ（SJ）
「ザシアンV＆ザマゼンタV」デッキ、「ムゲンダイナVMAX」デッキを収録したスペシャルデッキセット。他にもコイン・ダメカン・マーカー・プレイマットなどがセットになっている。色違いのザシアンVとザマゼンタVのカードが収録されている。2021年11月5日発売。
スタートデッキ100（SI）
100種類(+α)の構築デッキをランダムに収録したスターターパック。新しくキングラーVやザマゼンタVなどのカードが収録されている。2021年12月17日発売。
スターターセットVSTAR ルカリオ（SLL）
ルカリオVSTARを主体とした60枚デッキとコイン・ダメカン・マーカー・プレイマットなどがセットになったスターターパック。 2022年2月25日発売。
スターターセットVSTAR ダークライ（SLD）
ダークライVSTARを主体とした60枚デッキとコイン・ダメカン・マーカー・プレイマットなどがセットになったスターターパック。 2022年2月25日発売。
VSTAR&VMAX ハイクラスデッキ ゼラオラ（SPZ）
ゼラオラVSTARを主体とした60枚デッキとコイン・ダメカン・マーカーなどがセットになったスターターパック。 2022年7月15日発売。
VSTAR&VMAX ハイクラスデッキ デオキシス（SPD）
デオキシスVSTARを主体とした60枚デッキとコイン・ダメカン・マーカーなどがセットになったスターターパック。 2022年7月15日発売。
スペシャルデッキセット リザードンVSTAR VS レックウザVMAX（SO）
リザードンVSTARを主体とするデッキ、レックウザVMAXを主体とするデッキとコイン・ダメカン・マーカー・プレイマットなどがセットになったデッキセット。2022年11月4日発売。

### その他（S）
プレミアムトレーナーボックス ソード＆シールド（SB）
拡張パック第1弾が20パック入っており、その他にもサン&ムーンシリーズの強力カードなども収録されている。金属製のダメカンケースなど、バトルに使うアイテムが特別仕様になっている。 2019年12月6日発売。
ザシアン＋ザマゼンタBOX（SP1）
拡張パック第1弾を6パック収録しているBOX。オリジナルデザインのザシアンとザマゼンタのカードを収録しているほか、特製の缶ケースに封入されている。2019年12月27日発売。
VMAXスペシャルセット（SP2）
ポケモンVMAXが必ず手に入るVMAXプロモカードパックと、拡張パック1～4弾、強化拡張パック1～3弾の8パックが収録されている。2020年10月23日発売。
プレミアムトレーナーボックス ICHIGEKI・RENGEKI（SF）
ICHIGEKIには拡張パック第5弾の「一撃マスター」のカードが15パック、RENGEKIには「連撃マスター」のカードが15パック収録されている。他にも、コイン・ダメカン・マーカー等がセットになっている。2021年1月22日同時発売。
ジャンボパックセット 白銀のランス＆漆黒のガイスト（SP3）
拡張パック第6弾が4パックとプロモカード3枚が入っているセット。2021年4月23日発売。
VMAXスペシャルセット イーブイヒーローズ（SP4）
強化拡張パック「イーブイヒーローズ」8パックと、ポケモンVMAXが確定で手に入るプロモカードパックが入っているセット。2021年5月28日発売。
スペシャルカードセット V-UNION（SP5）
V-UNIONのカードを含むカードセット。ポケモンV-UNIONのカードは、同名のポケモンV-UNIONのカードを4枚トラッシュに置いているときに、1匹のポケモンとしてベンチに出すことができる。ミュウツーV-UNION、ゲッコウガV-UNION、ザシアンV-UNIONの3つのカードセットがある。2021年8月20日同時発売。
プレミアムトレーナーボックス VSTAR（SK）
拡張パック「スターバース」20パックとコイン・ダメカン・VSTARマーカー・プレイマットなどがセットになっている。2022年1月14日発売。
VSTARスペシャルセット（SP6）
ポケモンVSTARとポケモンVが1枚ずつのセットが1種類入っている「V&VSTARプロモカードパック」と、拡張パック11弾が8パック、VSTARマーカーがセットになっている。2022年8月5日発売。

## ポケモンカードゲーム　スカーレット＆バイオレット
ゲーム版『スカーレット・バイオレット』の発売に合わせて登場したシリーズ。このシリーズでは「ポケモンex(小文字イーエックスと呼ぶ)」が登場した。本シリーズから「AR」（アートレア、レアリティ的にはRRとSRの間のシークレット）「SAR」（スペシャルアートレア、SシリーズのHRの後継的立ち位置）が常設レアリティとなり、代わりに「HR」は廃止された。

### 拡張パック(SV)
()内は商品の略称。
スカーレットex・バイオレットex(SV1S・SV1V)
拡張パック第1弾。伝説のポケモンのコライドンexやミライドンexをはじめとする、パルデア地方に出現するポケモンを多く収録されている。2023年1月20日同時発売。
クレイバースト・スノーハザード(SV2D・SV2P)
拡張パック第2弾。ディンルーexやパオジアンexをはじめとする、パルデアの災厄が登場する。クレイバーストには人気トレーナーであるナンジャモが収録されている。2023年4月14日同時発売。
黒炎の支配者（SV3）
拡張パック第3弾。本弾から本来の所属タイプとは違うタイプのテラスタルポケモンが登場した。パッケージポケモンのリザードンexも悪タイプテラスタルとして登場している。2023年7月28日発売。
古代の咆哮・未来の一閃（SV4K・SV4M）
拡張パック第4弾。古代・未来のパラドックスポケモンを中心に登場する。本弾から古代・未来のマークが追加され、それらのカードは右半分が特殊なデザインになっている。2023年10月27日同時発売。
ワイルドフォース・サイバージャッジ（SV5K・SV5M）
拡張パック第5弾。ジョウト準伝説の古代版とイッシュ準伝説の未来版が登場する。本弾からACE SPECがBWシリーズ以来、11年ぶりに復活した。また、ACE SPEC専用のレアリティである「ACE」が登場した。2024年1月26日同時発売。
変幻の仮面（SV6）
拡張パック第6弾。碧の仮面で登場したオーガポンexが登場する。本弾では「おまつりおんど」という、スタジアム「お祭り会場」が場に出ていると2回攻撃が可能な特性が登場する。2024年4月26日発売。
ステラミラクル（SV7）
拡張パック第7弾。藍の円盤で登場したテラパゴスexが登場する。本弾からテラスタイプ:ステラが登場。3色の異なるタイプのエネルギーが必要だが、従来のワザよりも強力なダメージや効果を持っている。2024年7月19日発売。
超電ブレイカー（SV8）
拡張パック第8弾。テラスタイプ:ステラのピカチュウexなどが登場する。ピカチュウがパッケージポケモンになるのはSシリーズの「25th ANNIVERSARY COLLECTION」以来約3年ぶり。2024年10月18日発売。
バトルパートナーズ（SV9）
拡張パック第9弾。本弾からトレーナーのポケモンが登場する。本弾では、「N」「リーリエ」「ホップ」「ナンジャモ」のポケモンが登場する。ACE SPECは登場しなくなった。2025年1月24日発売。
ロケット団の栄光（SV10）
拡張パック第10弾。本弾ではロケット団のポケモンが登場する。ロケット団のポケモンは、イラスト右下のトレーナーの姿が違っても同じロケット団のポケモンとして扱う。2025年4月18日発売。
ブラックボルト・ホワイトフレア(SV11B・SV11W)
拡張パック第11弾。本弾ではイッシュ地方で初登場したポケモンが全て登場する。また、BWシリーズで猛威をふるったカードも一部再登場する(性能調整されているものもある)。また、本弾で登場するすべてのポケモンにARまたはSARが収録されている。本弾のRカードはBWシリーズ仕様のホログラム加工となっている。本弾限定のレアリティとしてBWR(ビーダブリューレア、他の拡張パックのURに相当)が登場する。マスターボールミラー(ポケモンカード151仕様)が1箱(20パック)につき1枚封入。2025年6月6日同時発売。カード7枚入り(内1枚はミラーカードorAR、もう1枚はRorRRorSR以上の何れか)で販売価格は290円(10%税込)。
本弾より「拡張パックデラックス」が登場。カード35枚入りで必ず1枚はARが出る。販売価格は1450円(10%税込)。
本弾では特別企画として「ビクティニBWR争奪戦」が開催される。ルールは本弾収録カードに加え、ビクティニBWR争奪戦プロモカード(トレーナーズは収録されているカードと同名のカードで代用可)、基本エネルギーのみ使用可能な特別ルール「ブラックボルト ホワイトフレア デッキ構築戦ルール」で行われる。8人1ブロックの3回戦で行われ、ブロック戦優勝者とブロック戦優勝者以外の参加者で行われるじゃんけん大会の優勝者に限定カード「ビクティニBWR」が配布される。また、参加賞にBWデザインの基本エネルギーカードが8種のうち4枚が配布される。更に、おうちでブラックボルト ホワイトフレア デッキ構築戦キャンペーンも開催され、応募者の中から抽選で2000人に「ビクティニBWR」が配布される。

### 強化拡張パック（SV）
トリプレットビート（SV1a）
強化拡張パック第1弾。シールド戦を想定した拡張パック。パルデア御三家のexポケモンが登場する。2023年3月10日発売。
ポケモンカード151（SV2a）
強化拡張パック第2弾。カントー図鑑のポケモン151匹（ユンゲラー含む）が全て収録されている。各パック1枚モンスターボールミラー封入、1箱に1枚マスターボールミラー封入。2023年6月16日発売。
レイジングサーフ（SV3a）
強化拡張パック第3弾。シールド戦を想定したパック。ガブリアスex（水テラスタル）やサーフゴーexなどが登場する。この弾からワザマシンがDPt以来の復活となった。2023年9月22日発売。
クリムゾンヘイズ（SV5a）
強化拡張パック第4弾。シールド戦を想定した拡張パック。ガチグマ（アカツキ）exやゲッコウガex（闘テラスタル）などが登場する。2024年3月22日発売。
ナイトワンダラー（SV6a）
強化拡張パック第5弾。ゼロの秘宝番外編で登場するモモワロウexやともっこポケモンのexが登場する。本弾ではトラッシュにある限り、山札や手札に戻せないACE SPECが登場する。2024年6月7日発売。
楽園ドラゴーナ（SV7a）
強化拡張パック第6弾。シールド戦を想定した拡張パック。アローラナッシーex(テラスタイプ:ステラ)やラティアスexなどが登場する。2024年9月13日発売。
熱風のアリーナ（SV9a）
強化拡張パック第7弾、シールド戦を想定した拡張パック。本弾では「ヒビキ」「シロナ」「カスミ」「ペパー」のポケモンが登場する。2025年3月14日発売。

### ハイクラスパック（SV）
シャイニートレジャーex（SV4a）
色違い（非exはレアリティS、exポケモンはSSR）ポケモンが登場する。1パックにつきexポケモン1枚確定、レアリティSのカードは1箱につき2〜3枚、SSRは1箱につき1枚、サポートSR/SARは2箱に1枚封入。超低確率で色違いオンリーパック、さらに低確率でSSRオンリーパックがある。2023年12月1日発売。
テラスタルフェスex（SV8a）
イーブイとその進化系のテラスタイプ:ステラを中心としたハイクラスパック。1パックにつきexポケモン1枚確定、モンスターボールミラーのカードは1箱に2〜3枚、SARとACEはそれぞれ1箱に1枚、マスターボールミラー及びサポートSR/SARはそれぞれ2箱に1枚封入。超低確率でブイズオンリーパック、さらに低確率でブイズSARオンリーパックがある。2024年12月6日発売。

### 構築済みデッキ（SV）
スターターセットex（SVAM・SVAL・SVAW・SVC）
俗に言うエントリーモデル。デッキと対戦に必要な各種備品、遊び方説明書、遊び方ガイド、プロモカードパック（プロモカードはランダムなカードが封入）が入っている。ニャオハ&ルカリオex・ホゲータ&デンリュウex・クワッス&ミミッキュexは2023年1月20日同時発売、ピカチュウex&パーモットは2023年3月24日発売。
exスタートデッキ（SVD）
サン＆ムーン以降恒例の500円スタータ。デッキとダメカン・マーカーが入っている。種類は「草 ジュナイパー」「炎 ビクティニ」「水 ゲッコウガ」「雷 ミライドン」「超 ピクシー」「闘 コライドン」「悪 ヘルガー」「鋼 メルメタル」がある。また、上記の8種類のデッキ+シークレットデッキ2種がランダム封入される「おまかせexスタートデッキ」もある。シークレットは「テラスタル カイリュー」「テラスタル ヨクバリス」である。シークレットデッキは後に660円（税込）で単体販売された。シークレットデッキの単体販売以外は2023年7月7日同時発売。シークレットデッキの単体販売は2023年11月24日同時発売。
ポケモンワールドチャンピオンシップス2023横浜 記念デッキ「ピカチュウ」（WCS23）
ポケモンワールドチャンピオンシップス2023横浜開催記念デッキ。デッキとダメカン・マーカー、ポケモンコイン、プレミアムマット仕様のデッキシールド、缶ケースがセットになった商品。本商品限定の描き下ろしのピカチュウexが収録されている。2023年7月28日発売。
スターターセット テラスタルミュウツーex/テラスタルラウドボーンex（SVEM・SVEL）
タイプ違いのテラスタルがテーマのスターターセット。ミュウツーexは雷テラスタルタイプ、ラウドボーンexは鋼テラスタルタイプとなっている。デッキと対戦に必要な各種備品、遊び方ガイドが入っている。2023年9月22日同時発売。
スペシャルデッキセットex フシギバナ・リザードン・カメックス（SVG）
3種類のデッキと対戦に必要な各種備品、各種説明書、ダメカンケース、カードボックスが入っている。なお、フシギバナex・リザードンex・カメックスexはイラスト違いではあるが、ポケモンカード151に収録されたものと同性能である。2023年11月10日発売。
スターターデッキ&ビルドセット「古代のコライドンex」「未来のミライドンex」（SVHK・SVHM）
構築済みデッキと強力なデッキ改造用のカードが1つのセットになっている。カードの他には対戦に必要な各種備品（VSTARマーカーも付属）、各種説明書が入っている。デッキ改造用のカードは2種類とも同じものが入っている。2024年1月26日同時発売。
バトルアカデミー（SVI）
「ニャオハex」「ピカチュウex」「ルカリオex」「ゲッコウガex」を主体とする4つのデッキが収録された初心者向けのセット。他にもコイン・ダメカン・マーカー・プレイマットなどがセットになっている。また、持ち運び可能な「いつでもどこでも バトルアカデミー」も発売された。2024年3月8日発売。
バトルマスターデッキ テラスタルリザードンex/パオジアンex（SVJL・SVJP）
公式大会で活躍した悪テラスタルリザードンexとパオジアンexを中心にした構築済みデッキ。バトルマスターデッキということなので改造せずとも完成度が高いデッキとなっている。デッキの他には対戦に必要な各種備品（VSTARマーカーも付属）、各種説明書、オリジナルデザインのデッキシールドが入っている。2024年5月17日同時発売。
スターターセット テラスタイプ ステラ ニンフィアex/ソウブレイズex（SVLN・SVLS）
テラスタイプ:ステラがテーマのスターターセット。本商品限定のACE SPECとして、ニンフィアexには「プレシャスキャリー」が、ソウブレイズexには「パーフェクトミキサー」がそれぞれ収録されている。これらのACE SPECカードは強力な上、ここからでしか入手できないのでそのカード目当てで購入する既存プレイヤーも多い。実際、本商品付属のACE SPECカードのシングル価格は高騰している。デッキの他には対戦に必要な各種備品と遊び方ガイドが入っている。2024年8月30日同時発売。
スタートデッキGenerations（SVM）
各デッキ850円（税込）で販売されている俗に言う廉価スタータ（exカードはキラ仕様）。本商品ではゲーム本編のシリーズの舞台になった9つの地方をモチーフにしている。デッキとダメカン、マーカーが入っている。各地方に登場したポケモン博士が描かれた「博士の研究」を収録。特にウツギ博士、オダマキ博士、プラターヌ博士、ククイ博士は「博士の研究」では初登場となる。既に「博士の研究」で登場している博士も全て新デザイン(オーリム博士を含む)になっている。また、各地方の背景と容姿をモチーフにした絵の新規カード「からておうの稽古」も収録。2024年11月22日9種同時発売。
スターターセットex マリィのモルペコ&オーロンゲex/ダイゴのダンバル&メタグロスex（SVOM・SVOD）
トレーナーのポケモンがテーマのスターターセット。マリィセットにはモルペコのオリジナルAR仕様カードが1枚付属、ダイゴセットにはダンバルのオリジナルAR仕様カードが1枚付属。デッキと対戦に必要な各種備品、プレイーヤーズガイドが入っている。2025年2月21日同時発売。

### その他（SV）
スカーレットex&バイオレットex スペシャルセット
コンビニ限定販売。拡張パック「スカーレットex」「バイオレットex」が各5パックとプロモカードパックがセットになった商品。2023年1月20日発売。
プレミアムトレーナーボックスex(SVB)
拡張パック「スカーレットex」「バイオレットex」が各10パックと対戦で必須級のカードが28種60枚、基本エネルギーが8種各17枚、カードボックス、exマークが描かれたポケモンコインとダメカンケース、アクリルダメカン(新配色)、プレミアムマーカー（新デザイン）がセットになった商品。2023年1月20日発売。
スターターセットex ピカチュウスペシャルセット
前述の「スターターセットex ピカチュウex&パーモット」とぬいぐるみデッキケース ピカチュウ、ダメカンケースがセットになった商品。2023年3月24日発売。
ポケモンカードClassic(公式大会では基本エネルギー以外使用不可)
「普遍的に、いつまでも遊べるポケモンカードゲーム」をテーマにデザインオフィスnendo・株式会社クリーチャーズ・株式会社ポケモンの三社が共同で開発を行った商品。本商品に入っている「フシギバナデッキ」「リザードンデッキ」「カメックスデッキ」だけで恒久的にバトルを楽しんでいただく商品である。そのため、デッキを改造する遊び方は本商品では非推奨となっており、基本エネルギー以外は公式大会で使用することができない。歴代シリーズから厳選されたカードが収録され、本商品オリジナルのポケモンexやポケモンのどうぐも登場する。プレイマットはハイグレードさを感じる内容に、ダメカンは重ね置きが可能なものに、マーカーも立体的なものに、ポケモンコインは付属していないが、ツールボックスの中央が物理抽選機構となっており、鉄球を転がしてオモテかウラかを決める。完全受注生産で2023年3月25日発売（現在は生産終了）。
拡張パック スノーハザード＆クレイバースト ポケモンセンター・ジムセット
拡張パック「スノーハザード」「クレイバースト」が各30パックとカードボックス、カードボックス用仕切り板4枚、ナンジャモのデッキシールド、デッキケース、仕切り板2枚がセットになった商品。2023年4月14日発売。
exスペシャルセット
拡張パック「スノーハザード」「クレイバースト」各4パックとポケモンexが必ず入っているプロモカードパックがセットになった商品。2023年5月19日発売。
ポケモンカード151 カードファイルセット フシギバナ・リザードン・カメックス/モンスターボール
強化拡張パック「ポケモンカード151」5パックとプロモカード「フシギダネ」「ヒトカゲ」「ゼニガメ」各1枚、カードファイルがセットになった商品。2023年6月16日同時発売。
デッキビルドBOX 黒炎の支配者(SVF)
拡張パック「黒炎の支配者」10パックと対戦に必須級のカード38種66枚、基本エネルギーが8種各13枚、カードボックス、VSTARマーカーがセットになった商品。2023年7月28日発売。
スペシャルジャンボカードセット オーガポン
拡張パック「変幻の仮面」8パックとジャンボカード「オーガポン」、プロモカード「オーガポン」「鬼の仮面」各1枚、ジャンボカード用カードスタンド、ポケモンコインがセットになった商品。2024年5月17日発売。
デッキビルドBOX ステラミラクル(SVK)
拡張パック「ステラミラクル」10パックと対戦に必須級のカード44種75枚、基本エネルギー（新デザイン）が8種各12枚、カードボックス、VSTARマーカーがセットになった商品。2024年7月19日発売。
スタートデッキGenerations スペシャルバトルセット
前述の「スタートデッキGenerations」販売デッキの中から「ピカチュウex&カビゴンex」「ルギアex＆バンギラスex」「ザシアンex&マホイップex」「コライドンex&パルデアドオーex」の4種とプロモカード4枚(中身固定)、対戦に必要な各種備品、各種説明書、ダメカンケース、カードボックスがセットになった商品。2024年11月22日発売。
コレクションファイルセット N/リーリエ
拡張パック「バトルパートナーズ」6パック、カードファイル、プロモカード1枚、ポケモンコインがセットになった商品。2025年1月24日同時発売。
デッキビルドBOX バトルパートナーズ(SVN)
拡張パック「バトルパートナーズ」10パックと対戦に必須級のカード45種75枚、基本エネルギーが8種各12枚、カードボックスがセットになった商品。かがやくポケモンがレギュ落ちした代わりにACE SPECが入っている。2025年1月24日発売。
ブラックボルト・ホワイトフレア カードファイルセット
カードファイル、プロモカード「ビクティニ」（絵柄はブラックボルト収録のAR版と同じ、ビクティニBWR争奪戦でも使用可）、拡張パック「ブラックボルト」「ホワイトフレア」各3パックがセットになった商品。2025年6月6日発売。
スペシャルBOX　ポケモンセンタートウホク/ヒロシマ/フクオカ
リニューアルオープン記念での販売。プロモカード「(各所)のピカチュウ」、デッキシールド、デッキケース、ロングカードボックスがセットになった商品。2025年6月13日同時発売。

## ポケモンカードゲーム MEGA
ゲーム版「ポケモンLegends ZA」の発売に合わせて登場するシリーズ。このシリーズでは「メガシンカポケモンex」が初登場する。また、SVシリーズから引き続き、取られるサイドが2枚である、従来の小文字exも登場する。カードの枠組み自体はSVシリーズから変更が無かった。本シリーズから「SR」のカードラインナップに従来の「ポケモンex」「サポート」に加え、隠しレアリティでの登場はこれまで「UR」のみだった「グッズ」が加わる。更に、新レアリティとして前作の「UR」の後継でカード全体が金色になっている「MUR」（呼び方不明）が追加される。

### 拡張パック(M)
()内は商品の略称。
メガブレイブ・メガシンフォニア(M1L・M1S)
拡張パック第1弾。パッケージポケモンには、メガシンカできるポケモンの中でも特に人気の「メガルカリオex」「メガサーナイトex」が抜擢された。シリーズ第1弾拡張パックで伝説のポケモン以外がパッケージポケモンになるのはADVシリーズの「第1弾拡張パック」以来、10作ぶりである。また、SMシリーズ拡張パック「タッグボルト」のように、本拡張パックは「メガシンカポケモンex」お披露目パックということで、収録されているexカードは全てメガシンカポケモンexである。更に、人気トレーナー「リーリエ」の新カード「リーリエの決心」も登場する。このカードはSMシリーズに登場した「無印リーリエ」と「無印シロナ」のリメイクと言える効果になっている。2025年8月1日同時発売。

### 構築済みデッキ（M）
本シリーズでは、エントリーモデルに相当するスターターセットが発売されていない。
スターターセットMEGA メガゲンガーex/メガディアンシーex（MBG·MBD）
この商品初出のメガシンカポケモンexである「メガゲンガーex」または「メガディアンシーex」が2枚入っている。シリーズ最初に発売されたスターターセットにしては、ガチ対戦でもよく使われる、かなり実用的なトレーナーズが多数収録されている。ACE SPECのカードも入っているが、過去の拡張パックに収録された物の再録である。これは、「テラスタイプ:ステラ」のスターターセットで限定ACE SPECを収録した結果、そのカードが高騰化してしまった件の反省だと思われる。しかし、過去の類似カードも環境で度々使われた完全新規カード「ワンダーパッチ」（効果:トラッシュにある基本超エネルギーを1枚、ベンチポケモンに付ける）が「メガディアンシーex」に収録されているため結局、別の方向で既存ユーザーに販促している。更に、「メガゲンガーex」には「ゴースト」、「メガディアンシーex」には「メロエッタ」のAR仕様のカードがそれぞれ入っている。デッキの他には、対戦に必要な各種備品、プレイーヤーズガイドが入っている。2025年9月5日同時発売。

### その他の商品（M）
プレミアムトレーナーボックス MEGA（MA）
拡張パック「メガブレイブ」「メガシンフォニア」が各10パックと対戦で必須級のカードが42種76枚、基本エネルギー（本商品初出の新デザイン）が8種各12枚、カードボックス、メガシンカexマークが描かれたポケモンコインとダメカンケース、アクリルダメカン、プレミアムマーカーがセットになった商品。この商品で「エネルギーつけかえ」「ハイパーボール」「ボスの指令」が最新のIレギュに更新された一方、「ネストボール」「博士の研究」はレギュ更新されず、Gレギュでの収録となるため、2026年1月頃にレギュ落ちする可能性が高い。ACE SPECの収録が4枚に増えたが、2025年春以降に高騰化したシークレットボックスは収録されなかった。2025年8月1日発売。
拡張パック　ポケモンセンターセット
争奪戦必至の限定セットがSMシリーズ以来の復活。SMシリーズと同じなら、通常弾発売の度に発売されると思われる。拡張パック2箱、デッキシールド、デッキケース、カードボックスがセットになった商品。